# 2020년 하계 올림픽
2020년 하계 올림픽(영어: 2020 Summer Olympics, Games of the XXXII Olympiad, Tokyo 2020, 일본어: 2020年夏季オリンピック 니센니주넨가키오린피쿠[*])은 2021년 7월 23일부터 8월 8일까지 일본 도쿄에서 개최된 제32회 하계 올림픽이다. 이 대회는 원래 2020년 7월 24일부터 8월 9일까지 개최될 예정이었으나, 2020년에 일어난 코로나19 범유행의 여파로 개최 시기를 1년 미뤄서 개최되었다. 그러나 대회의 공식 명칭은 변경하지 않고 "2020년 도쿄 올림픽"을 그대로 사용하기로 결정되었다. 하계 올림픽의 개최 시기가 세계적 전염병 유행을 이유로 1년 연기된 것은 근대 올림픽 124년 역사상 처음 있는 일이다. 또한 동계와 하계 올림픽을 통틀어 역사상 최초로 홀수 년도에 개최된 올림픽이다.
2013년 9월 7일 아르헨티나에서 열린 제125차 IOC 총회에서 2020년 하계 올림픽의 개최지로 도쿄도가 결정되었다. 이로써 일본은 1964년 도쿄 하계 올림픽이 열린 지 56년 만에 두 번째로 하계 올림픽을 유치하는 국가가 되었으며, 동시에 도쿄는 아시아에서 처음으로 하계 올림픽을 2회 유치한 도시가 되었다. 일본의 동하계 올림픽 유치는 동계 올림픽 개최횟수 2회(1972년 삿포로 동계 올림픽과 1998년 나가노 동계 올림픽)와 더불어 총 4회에 이르게 되었다.
2020년 하계 올림픽에서는 3x3 농구, 프리스타일 BMX, 기타 혼성 종목을 비롯해 여러 종목이 신설 추가되었다. 또한 조직위 측의 결정에 따라 대회 종목을 추가할 수 있다는 IOC의 정책으로 가라테, 스포츠클라이밍, 서핑, 스케이트보드 등의 스포츠도 이번 대회에서 사상 처음으로 올림픽 종목에 추가되었다. 여기에 2008년 하계 올림픽 이후 올림픽 종목에서 빠졌던 야구와 소프트볼도 올림픽 종목으로 돌아왔다.

## 개최지 선정
개최지 투표는 2013년 9월 7일에 아르헨티나 부에노스아이레스에서 열린 제125차 국제 올림픽 위원회 총회에서 진행되었다. 1차 투표에서 42표를 기록한 일본의 도쿄가 2차 투표로 올라갔다. 똑같이 26표를 기록한 튀르키예의 이스탄불과 스페인의 마드리드가 재투표를 실시하여 45표를 기록한 마드리드가 탈락하고 49표를 기록한 이스탄불이 최종 투표로 진출했다.
최종 투표에서 60표를 기록한 도쿄가 36표를 기록한 이스탄불을 제치고 56년 만에 다시 개최지로 선정되었다. 이로써 도쿄는 1964년과 2020년 두 번 개최하게 되면서 세계에서 5번째, 아시아에서 최초로 2회 이상 개최 도시가 되었고 일본에서는 1998년 나가노 동계 올림픽 이후 22년 만에 개최하게 되었고 총 4번하는 나라가 되었으며, 2002년 한일 월드컵에 이어 18년 만에 일본에서 열리는 대규모 스포츠 대회가 되었다. 또한 2018년 평창 동계 올림픽에 이어 올림픽이 2회 연속으로 아시아에서 개최하게 되었다. 그리고 베이징에서 2022년 베이징 동계 올림픽이 열려 3회 연속 동아시아권 올림픽 개최가 확정되었다.
일본 국내에서는 2019년 5월 1일부터 시작되었던 레이와 시대에 들어서 처음으로 열리는 올림픽이기도 하다. 일본은 쇼와 시대에 1964년 도쿄 하계 올림픽, 1972년 삿포로 동계 올림픽을 개최했고 헤이세이 시대에 1998년 나가노 동계 올림픽을 개최하였다. 올림픽 개회 선언은 나루히토 천황이 하게 되는데 역대 일본 천황으로서는 3번째가 된다.
| “ | The International Olympic Committee has the honor of announcing that the games of the 32nd Olympiad in 2020 are awarded to the city of 'Tokyo'. (국제올림픽위원회는 2020년 제32회 하계 올림픽 대회 개최지로 '도쿄'를 발표하게 되어 영광입니다.) | ” |
|   | — 자크 로게, 제125차 IOC 총회 |   |

| 2020년 하계 올림픽 후보 도시 투표 | 2020년 하계 올림픽 후보 도시 투표 | 2020년 하계 올림픽 후보 도시 투표 | 2020년 하계 올림픽 후보 도시 투표 | 2020년 하계 올림픽 후보 도시 투표 | 2020년 하계 올림픽 후보 도시 투표 |
| --------------------------------- | --------------------------------- | --------------------------------- | --------------------------------- | --------------------------------- | --------------------------------- |
| 후보 도시                         | 국가                              | 1차 투표                          | 재투표                            | 2차 투표                          |                                   |
| 도쿄                              | 일본                              | 42                                | —                                 | 60                                |                                   |
| 이스탄불                          | 튀르키예                          | 26                                | 49                                | 36                                |                                   |
| 마드리드                          | 스페인                            | 26                                | 45                                | —                                 |                                   |

## 코로나19의 영향
2020년 1월부터 코로나19 범유행이 올림픽 출전 선수와 관람객들에게 큰 영향을 미칠 수 있을 것이라는 문제 주장이 나오기 시작했다. 주최측인 도쿄 올림픽 조직 위원회는 올림픽 준비에 미치는 영향을 최소화하기 위해 질병 확산 상황을 주시하고 있다고 주장했다. IOC는 2020년 일본 파트너와 아베 신조 총리가 "일본이 늦어도 내년 여름(2021년) 이후로 연기할 수 없다는 점을 매우 분명히 했다"고 밝혔다. 2016년 리우데자네이루 올림픽 당시 지카 바이러스의 경우와 달리 SARS-CoV-2는 사람 간 접촉으로 전염될 수 있으므로 주최 측이 전염병에 대응하면서 안전하게 올림픽을 열기 더 어렵다는 주장도 있다. 또한 2010년 밴쿠버 동계올림픽 당시 H1N1 '돼지독감' 사례와 달리 코로나19는 치사율이 더 높았고 2020년 12월까지는 사용 가능한 백신이 없었다. 2020년 2월 인터뷰에서 런던 시장 후보 중 하나인 보수당의 숀 베일리(Shaun Bailey)는 코로나19 전염병으로 인해 올림픽이 도쿄에서 정상적으로 치뤄질 수 없어 올림픽 개최지를 옮겨야 할 경우 런던이 이전 올림픽 당시 사용했던 2012년 올림픽 경기장에서 올림픽 게임을 개최할 수 있을 것이라고 주장했다. 이에 대해 도쿄도지사 고이케 유리코는 베일리의 발언이 부적절하다고 비판했다. 2021년 초 미국 플로리다주 관계자들 역시 연기된 경기를 자신의 주에서 개최하겠다고 제안했으나 도쿄 올림픽을 담당한 국제 올림픽 위원회(IOC) 부위원장 존 코츠는 일본이 신종 코로나바이러스 감염증(코로나19)의 여파로 각지에 비상사태를 발령하더라도 올림픽을 반드시 열 것이라고 말했다.
일본 국립 감염증 연구소와 교토 대학에서는 올림픽 기간 동안 비상 사태 발령이 필요할 것이라 추정했다. 일본 후생노동성 전문가 패널이 발표한 보고서에서도 유관중 경기를 허용할 경우 일일 신규 환자수가 1만명 이상으로 증가할 것이라고 전망하였다.

### 올림픽 예선전 취소 및 연기
전염병 유행으로 2020년 초부터 올림픽 예선 경기가 영향 받기 시작했다. 2월에 열리기로 예정되었던 여러 경기들이 감염병 유행 지역, 특히 중국으로 여행한다는 문제를 해결하기 위해 다른 대체지로 옮겨 경기를 치르기 시작했다. 예를 들어 여자 농구 토너먼트 예선은 원래 포산시에서 열릴 예정이었지만 대체지인 세르비아 베오그라드로 열리게 되었다. 복싱 예선전은 원래 2월 3일부터 14일까지 코로나19의 첫 발병지인 중국 우한시에서 열릴 예정이었으나 3월 초에 요르단 암만으로 옮겨져 개최되었다. 여자 축구 예선 3차전도 원래는 중국에서 열리기로 하였으나 전염병 유행 때문에 오스트레일리아로 옮겨 열렸다. 원래 복싱 유럽 지역 예선도 영국 런던에서 열렸으나 영국에서 감염자가 증가하면서 예선전이 중단된 후 2021년 6월 프랑스 파리로 옮겨서 진행하였다. 이후에도 2020년 3월에서 6월 사이 열릴 예정이었던 기타 종목 예선전도 전염병이 확산하면서 대부분의 경기가 중단되거나 2020년 연말이나 2021년 중반으로 연기되기 시작했다. 영향을 받은 예선전 종목은 양궁, 야구, 사이클, 핸드볼, 유도, 조정, 요트, 배구, 수구 등 많은 스포츠가 포함되었다.

### 도핑 검사에 끼친 영향
의무적인 도핑 검사도 2020년 초부터 유행하기 시작한 코로나19 전염병으로 인해 심각한 제약을 받게 되었다. 유럽의 반도핑 기구들은 전염병 유행으로 혈액 및 소변 검사가 불가능하며 범유행이 끝나기 전에 인력을 동원할 경우 보건 문제가 발생할 수 있다고 우려하였다. 세계 반도핑 기구(WADA)는 경기 전 반드시 광범위한 도핑 검사가 필요하지만 공중보건과 안전을 최우선적으로 생각해야 한다고 밝혔다. 중국의 반도핑 기구들은 2020년 2월 3일부터 도핑 검사를 일시 중단하였고 그 달 말부터 단계별로 검사를 재개하기로 하였으며 미국, 영국, 프랑스, 독일의 반도핑 기구들은 3월 말까지 검사 활동을 축소했다.

### 2021년으로 연기
도쿄 올림픽 조직위원회(TOCOG)는 2020년 3월 2일 성명을 발표하면서 다가오는 도쿄 올림픽이 "계획대로 진행되는 중"이라고 밝혔다. 3월 23일, 캐나다와 호주는 올림픽이 1년 연기되지 않으면 올림픽에 불참하겠다고 밝혔다. 같은 날 아베 신조 당시 일본 총리는 "선수들의 안전 확보가 가장 중요하다"며 연기하는 방안을 지지하겠다고 밝혔고, 전 IOC 위원이자 전 부회장인 딕 파운드(Dick Pound)도 올림픽이 연기될 것으로 예상한다고 말했다.
국제 올림픽 위원회(IOC)와 도쿄 올림픽 조직위원회(TOCOG)는 공동 성명을 통해 2020년 3월 24일 "2020년 도쿄 올림픽과 패럴림픽이 2020년 이후, 2021년 여름 안으로 일정이 조정(연기)될 것"이라고 발표했다. 그들은 "올림픽이 어려운 시기에 세계에 희망의 등대가 될 수 있다"라면서 올림픽 성화는 "현재 세계가 처한 터널의 끝을 밝히는 빛"이 될 수 있다고 말했다. 아베 총리는 IOC 위원장인 토마스 바흐가 올림픽 개최 연기안에 "100% 찬성했다"고 밝혔다. 다만 올림픽의 연속성 및 마케팅 목적을 위해 일정 변경과 상관 없이 대회 이름은 도쿄 2020으로 유지하기로 결정했다.
2020년 3월 30일, 국제 올림픽 위원회(IOC)와 도쿄올림픽 조직위원회(TOCOG)는 2020년 하계 올림픽의 일정을 2021년 7월 23일 개막식을 열고 8월 8일 폐막식을 열어 끝내는 것으로 합의했다고 밝혔다. 이후 베이징에서 열릴 2022년 동계 올림픽은 도쿄올림픽 폐막한지 6개월도 되지 않은 2022년 2월 4일에 개막했다. 연기가 확정되기 직전 IOC와 도쿄올림픽 조직위는 스폰서 및 숙박과 같은 올림픽 연기로 인해 발생하는 모든 문제를 해결하기 위한 "Here We Go"라는 이름의 테스크 포스를 구성했다. 주최측은 이미 도쿄 2020 예선에 진출한 모든 선수들은 일정 변경과 상관 없이 본선에 참여할 수 있음을 보장한다고 밝혔다.

### 취소 요청
보건 전문가들은 2020년 4월경부터 전염병이 지속된다면 올림픽을 취소해야 한다며 우려하는 목소리를 냈다. 조직위원회 위원장이자 전 일본 총리인 모리 요시로는 인터뷰에서 2021년에 올림픽을 개최하지 못하면 "완전 취소해야 할 것"이라고 말했다. 4월 29일 아베 총리는 "올림픽은 전 세계가 코로나바이러스 대유행과의 전쟁에서 승리했음을 보여주는 것으로 개최해야 한다"고 말했다. IOC 위원장인 토마스 바흐는 2020년 5월 20일 인터뷰에서 도쿄 올림픽을 재편하는 작업이 "엄청난 일"이라고 인정했으며, 2021년 여름에 개최할 수 없다면 경기를 완전히 취소해야 한다고 인정했다. 그러나 IOC 위원장 토마스 바흐와 조직위원회 위원장 모시 요리오 둘 모두 앞으로 열릴 올림픽에 낙관적인 입장을 보였다.
일본 코로나19 기본적 대처 방침 분과회(2021년 3월 전까지 "기본적 대처 방침 등 자문위원회"라는 이름, 基本的対処方針分科会)의 한 위원이자 미에 병원 감염병부장인 다니구치 기요스가 영국의학저널(BMJ)에서 공동저자로 낸 사설에서 "2020년 도쿄 올림픽을 과학적 및 도덕적 긴급함을 무시하고 국내정치 및 경제적 이유로 개최하는 것은 일본이 약속한 세계보건과 인류의 안보와 모순된다"고 밝혔다.
2021년 1월 21일에는 복수의 언론이 일본 정부가 "비공개적으로 올림픽을 취소해야 한다고 결정"했다는 보도가 나왔다. 정부는 이 보도가 "전부 사실이 아니다"며 취소 결정 주장을 일축하였다. 신임 일본 총리인 스가 요시히데는 2월 19일 "G7이 연기된 올림픽이 예정대로 진행되도록 만장일치로 지지했음을 확인했다"고 밝혔다. 미국의 조 바이든 대통령도 공식 성명을 내고 "도쿄 올림픽에 대한 스가 총리의 노력을 지원하겠다"고 밝혔다. 올림픽이 시작되기 불과 3개월 전인 2021년 4월에는 인구의 1% 미만이 백신을 접종한 상태에서 수만 명의 자원봉사자가 참가할 것으로 전망되며 일본에 도착하면 격리 과정이 없는 선수들이 들어오는 상황에 일본에 아직 도쿄 올림픽을 취소한다는 선택지가 아직 존재한다는 것이 보도되었다. 스가 총리는 2021년 4월 바이든 대통령과의 기자 회견에서 이러한 보도를 일축했으며 바이든 대통령은 스가 총리의 올림픽 개최 결정을 계속 지지하고 있다고 말했다. 젠 사키 백악관 대변인은 "우리는 지난해 2020년 도쿄 올림픽을 연기하기로 한 결정을 존중한다"며 "대통령은 미국 선수들을 자랑스럽게 지지한다"고 말했다.
2021년 들어 일본 내에서 코로나19 감염자수가 급증하자 올림픽 개최에 대한 지지도가 점점 줄어들기 시작했다. 여러 의료 전문가 단채가 올림픽 개최 반대 의사를 밝혔고 2021년 4월 여론 조사에서 응답자의 40%가 올림픽 취소를 지지했으며 33%는 2차로 추가 연기하는 방안을 지지했다. 2021년 5월에 설문에 응한 사람들의 83%가 올림픽 취소 또는 연기를 지지했다. 도쿄의사협회는 총리에게 보내는 공개서한에서 도쿄의 병원들이 "침상이 꽉 찼고 여유 공간이 거의 없다"고 말하며 올림픽 취소를 촉구했다. 일본의 도도부현지사 47명 중 최소 9명은 대회 취소를 지지했다. 조사에 응한 일본 기업은 거의 37%가 올림픽 취소를 지지했고 32%는 연기를 지지했다.
2020년 도쿄도지사 선거에 출마한 무소속 우쓰노미야 겐지(입헌민주당, 일본공산당 등이 지지)는 주최측에게 올림픽보다 '생명을 우선시하라'는 청원에 35만1000명 이상의 서명을 모았다. 소설가인 아카가와 지로와 나카무라 후미노리도 올림픽을 추가로 연기하거나 취소해야 한다고 주장했다.
5월 26일에는 올림픽 지역 후원사 중 하나인 아사히 신문이 스가 총리에게 "냉정하고 객관적으로 상황을 판단해 이번 여름 대회 취소를 결정하라"는 내용의 사설을 게재했다. 6월 4일 일본 내 스폰서 기업들이 주최측에 "백신을 접종한 사람들이 더 많아지고, 날씨가 더 시원해지며 대중들의 반대가 낮을 때 올림픽을 개최하는 것이 우리 관점에서 훨씬 이치에 맞다"면서 "올림픽을 몇 달 연기할 것"을 제안한 일이 보도되었다.
7월에는 일본 도쿄도가 코로나19로 비상사태가 선언되면서 도쿄 내에서 열리는 모든 경기는 무관중 경기로 치뤄질 것이라고 발표하였다. 아사히신문의 여론조사에 따르면 응답자의 55%가 올림픽 취소를 지지했고 68%는 주최 측이 코로나19에 제대로 대응할 수 없을 것이라고 답했다. 이 결정으로 올림픽 기간 자세 제품 홍보를 위해 직접 참석하기로 계획하였던 지역 스폰서에게도 손해를 입었다. 공식 후원사중 하나인 도요타 이사회는 올림픽이 "대중의 이해를 얻지 못하는 행사가 되고 있다"며 올림픽 기간 방영하기로 계획했던 TV 광고 계획을 철회했다고 밝혔다.
만일 올림픽 개최가 취소되었다면 제2차 세계 대전 이후 처음으로 취소되는 올림픽이자 전쟁과 무관한 사유로 취소된 첫 올림픽이 되었을 것이다. 만일 올림픽 개최가 완전 취소되었다면 일본은 운영비 및 관광 수익 손실로 약 4조 5,200억 엔(한화 약 47조원 이상)의 손실을 입었을 것이다.

### 비용 및 보험
미야모토 가쓰히로 간사이 대학 명예교수가 추산하고 NHK가 보도한 내용에 따르면 2020년 올림픽을 1년 연기하는 데 드는 비용은 미사용 시설에 대한 유지보수 비용을 감안하면 6,408억엔(한화 약 7조)이 될 것이라고 보도했다.
2020 도쿄 올림픽은 영국의 상업 보험 시장인 런던로이즈를 통해 재보험사인 뮤닉 리와 스위스리의 보험을 들고 있다. IOC는 각 하계 올림픽마다 약 8억 달러의 보험에 가입하며, 2020년 올림픽의 총 손실액은 20억 달러 이상이 될 것으로 예상된다. 대회 연기로 인한 차질 사항은 보험으로 처리되었다. 재정적 손실에 대해 보험을 청구할 가능성이 있는 사람들로는 지역 주최 조직, 스폰서, 접객 회사 및 여행사 등이 있다. 총 손실 금액은 올림픽이 실제로 개최되어 정확한 금액이 나오기 전까지 명확하지 않다.
연기 전에 해외에서 티켓을 구매한 사람은 취소된 호텔 예약 비용을 제외한 올림픽 및 패럴림픽 티켓 구매 비용을 환불받을 수 있다. 올림픽 입장권 60만장과 장애인 올림픽 입장권 30만장 정도를 환불해야 하지만 주최 측은 환불 비용을 공개하지 않을 것이라고 밝혔다. 로이터 지는 "도쿄 올림픽 위원회가 미화 5억~8억 달러의 보험에 가입했으며 스포츠 경기장과 올림픽 선수촌 재예약과 같은 비용을 고려한 후 그 지불금 중 일부를 회수하는 데 사용할 수 있을 것"이라고 추정한 업계 소식통의 말을 인용했다. 지역 주최측은 티켓 판매에 대한 책임이 있으며 이를 사용하여 올림픽 개최 비용을 지불한다. 이번 올림픽에서 티켓 판매 수익이 약 미화 8억 달러가 될 것으로 예상되었지만 무관중 경기로 인해 실제 판매 수익은 없을 것으로 추산된다.

## 올림픽 준비 및 사전행사
도쿄 올림픽·패럴림픽 경기 대회 조직위원회는 당초 일본의 전 총리인 모리 요시로가 위원장을 맡았으나 여성에 대한 성차별적 발언을 한 물의를 빚고 2021년 2월 사임하였다. 모리 요시로의 뒤를 이어 참의원 의원인 하시모토 세이코가 위원장직을 맡게 되었다. 일본 내각 내에서는 마루카와 다마요가 도쿄 올림픽·패럴림픽 경기 대회 담당 국무대신을 맡고 있다.
도쿄도청은 올림픽 개최 비용을 충당하기 위해 4천만 엔의 예산을 편성하였다. 그 외에도 일본 정부는 하네다 공항과 나리타 공항의 이착륙 할당량을 늘리기 위해 영공 제한을 완화하는 방안을 검토하고 있다. 도쿄역에서 하네다 공항까지 30분에서 18분으로, 도쿄역에서 나리타 공항까지 55분에서 36분으로 단축되는 신 철도노선을 건설해 두 공항을 잇는 방안도 있으며 사립 투자자의 자금 지원을 받는 이 노선은 4천억 엔의 비용이 들 것으로 전망된다. 동일본 여객철도(JR 동일본)도 하네다 공항에서 도쿄 다마치까지 이어지는 신노선을 계획하고 있다.
도로의 경우 수도고속도로 중앙 환상선, 도쿄 외환 자동차도, 수도권 중앙 연락 자동차도의 조기 완공을 위한 자금 조달과 인근 고속도로의 재정비 계획이 있다. 유리카모메 도쿄 임해 신교통 임해선도 기존 종착역인 도요스역에서 가치도키역의 새 역사로 연장할 예정이며, 노선이 오다이바 지역에 열릴 주요 경기 수요를 충분히 감당하지 못할 것으로 예상되나 올림픽 마을도 관통하기로 결정하였다.
도쿄 올림픽 조직위원회는 2018년 4월 국제노동기구(ILO)와 협력하여 2020년 도쿄 올림픽 준비 및 개최 기간 동안 괜찮은 일자리를 마련하도록 하였다.
2020년 6월에는 조직위원회 위원장인 도시로 무로가 비용 절감을 위해 경기를 간소화하는 방안을 모색중이라고 밝혔다. 11월 25일에는 IOC와 도쿄 올림픽 조직위원회가 비선수 인원 감축, 온라인 회의 사용, 교통 간소화 등 올림픽 기간 물류 간소화를 위한 일련의 여러 조치 사항에 대해 합의하였다. 또한 위원회는 올림픽에 참가할 모든 참가자들의 건강과 안전 유지를 위해 만전을 기하겠다고 말했다.

### 보안

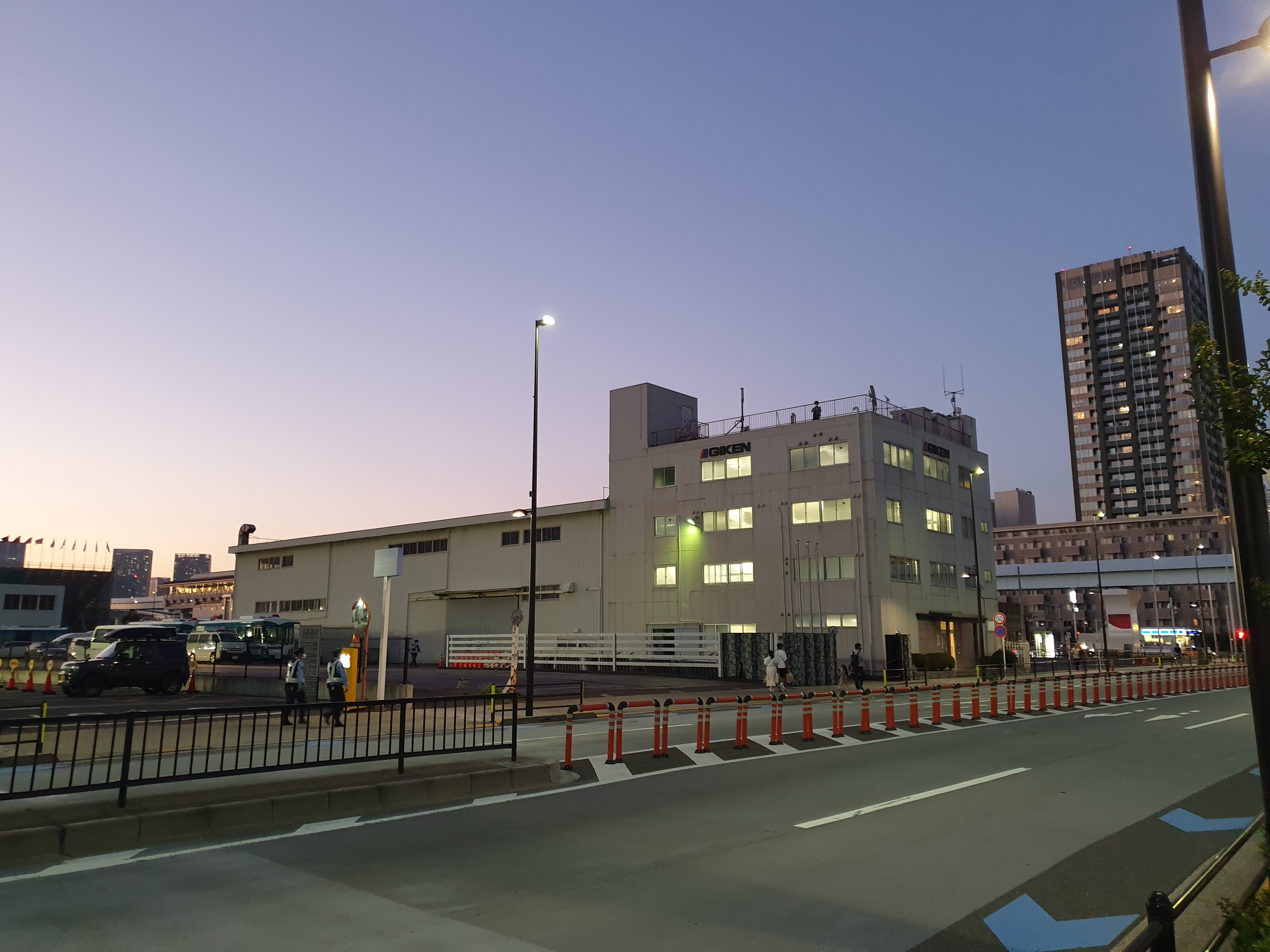
올림픽 테니스 경기장 근처에서 일본 경찰이 옥상을 지키고 감시하는 모습.

2018년 12월, 일본 정부는 도쿄 올림픽 및 패럴림픽 개최지 상공에서 허가 없이 드론 비행을 하는 행위를 금지하였다. 이 조치는 일본에서 열린 2019년 럭비 월드컵에서도 비슷하게 이뤄졌다.

### 자원봉사자
2020년 도쿄 올림픽 및 패럴림픽 자원봉사자 신청은 2018년 9월 26일부터 접수를 받았다. 2019년 1월 18일까지 총 204,680명이 조직위원회에 자원봉사를 신청하였다. 2019년 2월부터 자원봉사자 선발 면접이 시작되었으며 2019년 10월 교육이 예정되었다. 대회 경기장의 자원봉사자들은 "필드 참가자"(Field Cast)로, 도시의 자원봉사자들은 "시티 참가자"(City Cast)로 불렀다. 이 이름들은 처음 공모받았던 150쌍의 이름 중 4쌍의 이름을 선정해 지은 것으로, 나머지 3쌍의 이름은 각각 "샤이닝 블루"와 "샤이닝 블루 도쿄", "게임 앵커"와 "시티 앵커", "게임 포스"와 "시티 포스"이다. 이름 선정은 자원봉사자의 투표로 결정되었다.
2021년 6월 초 등록되었던 8만 명의 자원봉사자 중 약 1만명이 참여 의사를 철회하였다. 언론은 자원봉사자들의 참여 철회 증가 요인이 코로나19 감염자 급증이라고 분석했다. 무관중 경기로 결정되면서 자원봉사자의 업무 대다수가 없어질 것으로 예측된다.

### 메달
2017년 2월 도쿄 올림픽 조직위원회는 일본환경위생센터, NTT 도코모 등과 손잡고 전자 쓰레기 재활용 프로그램을 발표하며 올림픽 메달을 휴대전화 등 폐 전자제품을 재활용해서 만들 것이라고 발표하였다. 올림픽과 패럴림픽 메달 생산을 위해 금속 8톤 수거를 목표로 2017년 4월부터 공공 기관과 NTT 도코모 소매점에 폐 전자제품 수거함이 설치되었다. 그 해 12월부터는 메달 디자인 공모전이 시작되었다.
2018년 5월 올림픽 조직위원회는 메달 제조에 필요한 청동 2,700 kg은 요구량에 거의 가까이 모았지만 은 요구량은 아직 만족하지 못했으며, 동메달과 은메달은 순수 동과 은으로만 만들어지지만 금메달은 은에 금박을 입혀 만들므로 실제 은 소모량은 더 높을 것이라고 추정했다. 2018년 11월에는 동을 전부 모았으며 나머지 재료도 2019년 3월 안까지 전부 모을 예정이라고 밝혔다.
2019년 7월 24일에는 원래 있을 개막식보다 1년 앞당겨 메달 디자인이 공개되었다. 올림픽과 패럴림픽 메달은 전국 공모전을 통해 디자이너 가와니시 주니치의 디자인으로 결정되었다. 올림픽 메달과 패럴림픽 메달 양 쪽 모두 리본에 각각 금, 은, 동을 구분하는 실리콘 선이 각각 1개, 2개, 3개씩 그려져 있다.
코로나19 방역 지침에 따라 선수들은 메달 시상식 때 다른 이에게 메달을 목에 걸게 하는 행위를 자제하도록 하였고 대신 트레이에 있는 메달을 직접 들고 선수 스스로 메달을 목에 매도록 규정하였다.

### 성화 봉송
2020년 하계 올림픽 성화 봉성의 슬로건은 "희망의 빛이 우리의 길을 밝혀준다"(일본어: 復興の火)이다.
IOC는 2009년 이후 전 세계 올림픽 성화 봉송 금지 결정에 따라 2020년 하계 올림픽의 성화 봉송은 그리스와 일본 두 국가만 방문하기로 결정되었다. 1단계 봉송은 2020년 3월 12일 그리스 올림피아의 헤라 신전에서 성화 점등식으로 시작되었다. 성화는 뒤이어 아테네로 옮겨져 3월 19일 파나티나이코 경기장에서 개최국으로 인수식이 열렸다. 성화 불꽃은 특수 제작된 랜턴 안으로 옮겨져 아테네 국제공항에서 일본 미야기현 히가시마쓰시마시까지 전세기를 타고 운반되었다. 3월 20일부터 2단계 봉송이 시작되어 "희망의 빛"이라는 이름이 붙여진 성화가 2011년 당시 도호쿠 지방 태평양 해역 지진(동일본 대진재)으로 큰 피해를 입은 일본 도호쿠 지방의 미야기현, 이와테현, 후쿠시마현 3개 현을 일주하기 시작했다. 성화는 3월 26일 후쿠시마현 나라하정을 끝으로 일본 47개 도도부현의 모든 현도를 포함한 일본 전역을 일주하기로 예정되었다.
올림픽 연기 결정이 내려지자 성화는 후쿠시마현 후쿠시마시에 있는 특수 랜턴 안으로 다시 옮겨졌다. 이후 랜턴이 도쿄도로 옮겨져 2021년 성화 봉송이 재개될 때까지 보관되었다. 일정이 조정된 개막식으로부터 1년 전인 2020년 7월 23일 일본의 수영선수인 이케에 리카코가 랜턴을 들고 일본 국립 경기장 내에 있는 홍보 영상에 출연하여 범유행으로부터의 탈출과 자신이 백혈병 진단을 받은 후 선수 생활에 복귀하기까지의 과정을 비교하며 말했다. 2020년 8월 20일에는 당초 계획보다 1년 지연된 2021년 3월 25일 후쿠시마현 나라하정에서부터 성화 봉송을 재개하겠다고 발표하였다.
성화 봉송은 2021년 7월 23일 도쿄 국립경기장에서 열린 개회식에서 일본의 테니스 선수 오사카 나오미가 올림픽 성화대에 불을 붙이며 끝났다.

### 방역 수칙

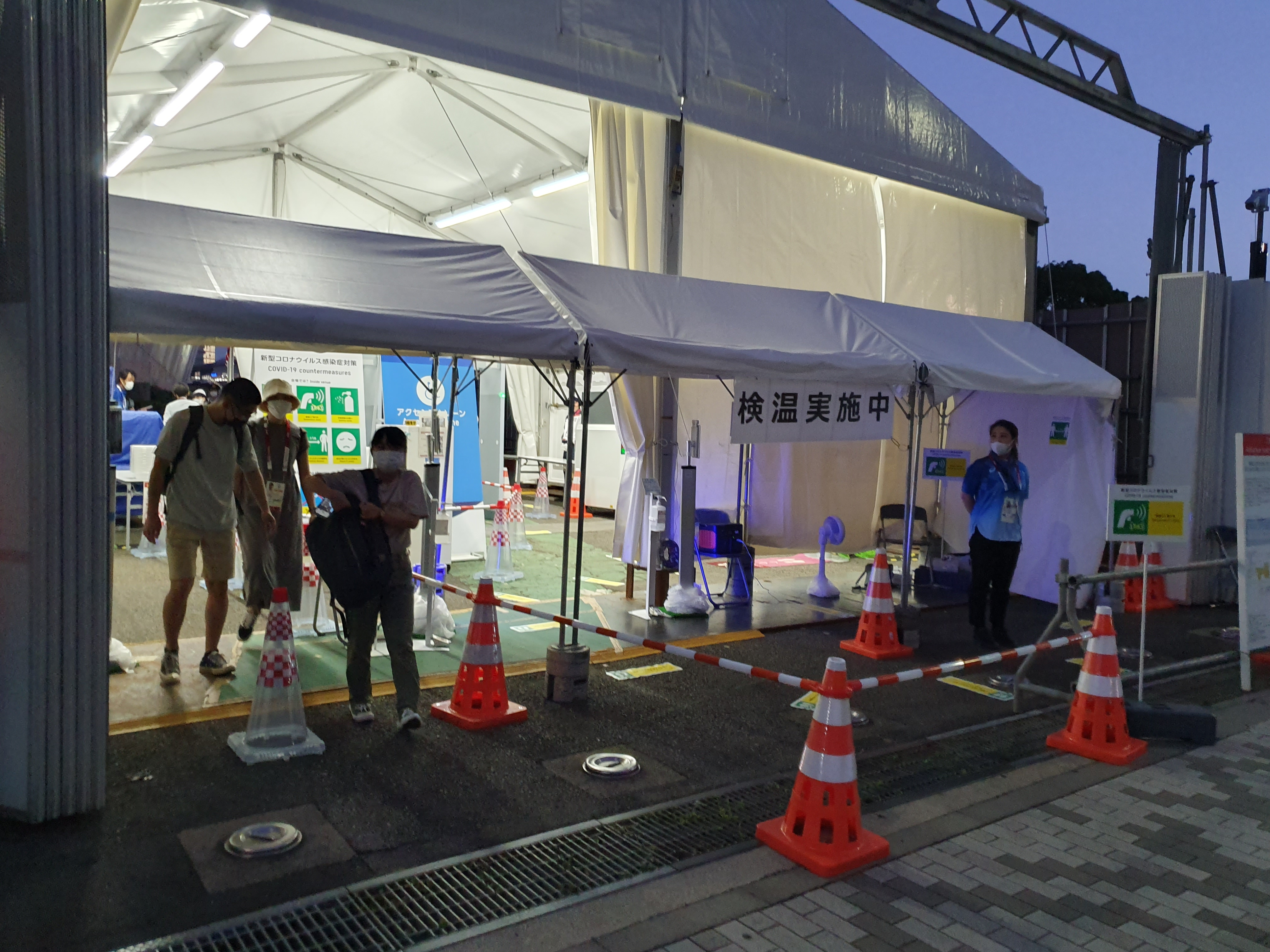
2021년 7월 27일, 도쿄 테니스 경기장 앞에서 입장 전에 발열 체크를 하는 모습.

2021년 2월 IOC는 선수, 경기 관계자, 언론인, 기타 직원들에게 방역 수칙에 대한 세부 사항이 담긴 가이드북을 공개하였다. 방역 수칙에는 사회적 거리두기, 위생 수칙, 마스크 착용(선수 훈련 및 경기 외), 허가받지 않은 도쿄 광역권 내 술집, 식당, 상점 및 기타 관광지 방문이나 대중교통 이용 제한 등이 있다. 올림픽 참가자들은 일본 COCOA의 노출 알림(Exposure Notification) 어플리케이션을 설치해야 하며 최소 4일에 한 번씩 코로나 검사를 받아야 한다. 검사에서 양성 반응이 나오면 경기에 출전할 수 없으며 정부가 지정한 격리시설에 격리될 수 있다. 또한 밀접 접촉자가 경기에 나오기 위해서는 검사 결과 음성이 나와야 한다. 또한 비말 방울을 멀리 퍼뜨리지 않기 위해 선수들이 축하식을 열 때 "과도하게" 세러모니를 해 서는 안된다. 이 가이드북은 2021년 5월 뉴잉글랜드 저널 오브 메디슨(NEJM)에서 발표된 논문에서 "과학적으로 엄격한 위험평가"가 부족하며 "선수들이 직면할 다양한 위험에 대처하지 못한다"고 비판하였다. 또한 가이드북에서는 경기 시작 5일 전까지 도쿄에 도착해야 하며 종목에서 탈락하거나 경기가 완전히 끝난다면 48시간 내에 도쿄를 떠야 한다는 내용도 담겨 있다.
IOC는 올림픽 참가 선수들에게 가능하다면 최대한 코로나19 백신을 접종받으라고 권고했으나 백신 접종이 의무사항은 아니며 IOC는 선수들에게 필수인력보다 우선해서 백신을 접종해달라고 각국에게 권고하고 있다. 2021년 3월 12일 토마스 바흐는 승인된 국가에 한하여 2020년 하계 올림픽과 2022년 동계 올림픽에 참가할 운동선수에게 중국 올림픽 위원회가 중국의 코로나 백신인 시노백과 시노팜 접종 비용을 지원하며, 접종한 선수 1명 당 선수 국적 일반 국민에게 2회 투여량 백신을 무상 제공하겠다고 제안하였다. 5월 6일에는 화이자가 도쿄 올림픽에 참가하는 각국의 선수단 위원회에 화이자 백신 1회 투여분씩 기증하겠다고 발표하였다.
일본에 입국할 운동 선수 및 관계자 93,000명은 만일 지역민 거주 지역과 별도로 구분된 곳에 거주할 경우 일본 입국 직후 검역 규정을 면제받는다. 하지만 선수단 격리 지역을 오가는 일본 지역 관계자나 자원봉사자들이 300,000명 이상이 되는 반면에 이들에게 할당된 백신 투여량은 20,000명 분만 있어 올림픽 개최 기간 동안과 선수단이 모국으로 귀국하면서 코로나19가 전파될 수 있다는 우려가 나오고 있다.
국제 여행 제한 조치로 도쿄 올림픽 조직위원회는 관중을 포함한 경기와 무관한 해외 여행객은 경기에 참석할 수 없다고 발표하였다. 기존에 예약하였던 일본인 관중들은 감독 하에 입장이 가능하며, 환호나 함성을 지르는 것이 금지된다. 2021년 6월 19일 도쿄도지사인 고이케 유리코는 길거리 응원 관람 장소 운영 계획을 행사 예정지였던 요요기 공원 등과 같은 지역을 대규모 백신 접종 장소로 만들기 위해 폐지한다고 밝혔다. 6월 21일에는 모든 경기장을 최대 1만명 또는 최대 수용인원의 50% 중 가장 적은 수의 관람객으로 입장을 제한한다고 발표했다.
2021년 7월 2일에는 도쿄 올림픽 조직위원장인 하시모토 세이코가 일본 국내의 감염자수 증가로 대회를 관중 완전 입장 금지로 전환할 가능성이 높다고 경고했다. 특히 우려되는 점은 일본의 느린 백신 접종률 상승이다. 도쿄 대학의 연구에서는 도쿄도의 비상사태선언이 끝난 후 올림픽이 계속된다면 집단감염 사태가 일어나 10월 중순에 신규 확진자수가 정점에 달할 것이라고 예측하였다.
도쿄도의 일일 확진자수가 920명을 기록하면서 5월 이후 최대치를 보인 2021년 7월 8일 일본의 스가 총리는 도쿄도에 7월 12일부터 패럴림픽 개막식 이틀 전인 8월 22일까지 비상사태를 선포할 것이라 발표하면서 해당 기간 열리는 올림픽의 전 경기를 무관중 경기로 치르겠다고 발표했다. 조직위원장 하시모토 세이코는 "신형 코로나바이러스 감염이 확산되는 상황에서 올림픽이 매우 제한적으로 개최된다는 것은 매우 유감스러운 일"이라고 밝혔다. IOC 토마스 바흐 위원장은 "일본 국민과 모든 올림픽 참가자들에게 안전한 올림픽 및 패럴림픽 개최를 위해 필요한 모든 일을 지원할 것"이라고 말했다.
비상사태 선포 발표문에 따르면 도쿄도 외에서 열리는 경기는 관객 입장이 허용되나 개최되는 현의 보건국 승인과 언급한 1만 명 혹은 최대관객수 50% 제한 조치를 받게 된다. 후쿠시마현과 홋카이도는 도현 내에 열리는 모든 경기를 무관중 경기로 치르겠다고 발표했다. 개막식 행사는 IOC 대표들과 고위급 인사를 포함한 1,000명 이하의 VIP 관중만 입장이 제한된다. 7월 16일 바흐 위원장은 도쿄의 코로나19 감염 상황이 나아질 경우 추후에라도 관객 입장 제한이 완화될 가능성이 존재하는지를 물어본 것으로 보도되었다.

### 티켓 판매
개회식 티켓은 장당 12,000엔에서 30만엔(한화 12만원~315만원) 사이 가격이며, 경기 티켓 중 제일 가격이 높은 육상 경기 결승전 티켓의 경우 최대 티켓이 장당 130,000엔(한화 136만원)이다. 전체 경기의 평균 티켓 가격은 7,700엔(한화 약 8만원)이고 티켓의 절반 가까이가 8천엔(한화 약 84,000원)에 팔린다. 일본 내에 거주중인 가족, 단체, 학교 프로그램과 연계된 단체권 티켓의 경우 장당 2,020엔(한화 약 21,000원)이다. 올림픽 경기 티켓은 일본 내 4만여곳의 매장에서 판매되며 인터넷에서 표를 구매할 경우 일본 내에 주소지를 둔 경우에만 우편을 통해 티켓 수령이 가능하다. 만일 해외 관중이 허용되었다면 티켓 판매 기간 동안 일본을 방문하거나 여행사와 같은 제3자 중개인을 통해서만 티켓 구매가 가능할 예정이었다.
2019년 가을부터 일본 내 티켓 판매를 시작해 2020년 6월부터 전 세계 티켓 판매를 시작할 예정이었으나 2020년 3월 24일 올림픽이 한 해 연기되면서 티켓 발매 계획이 취소되었다. 도쿄 올림픽 조직위원회는 이미 구매한 티켓이라도 바뀐 새 일정에 따른 같은 기간 동안 유효하며 티켓 환불도 진행한다고 밝혔다.
2021년 3월 20일, 코로나19 감염 우려로 2020년 도쿄 올림픽과 패럴림픽에서는 해외 방문객이 경기를 관람할 수 없다고 발표하였다. 여기서 "해외 방문객"에는 관중 외에도 경기에 참여한 선수들의 친구와 가족들도 모두 포함된다. 티켓을 구매한 외국인은 자동으로 환불된다. 하시모토 조직위원장은 해외 여행 제한 조치와 관련된 불확실한 상황과 모든 참가자 및 관중의 안전을 지키고 의료 체계의 부담을 덜기 위해 이 결정을 내렸다고 발표했다. 결국 2021년 7월 도쿄도, 후쿠시마, 홋카이도 3개 도도현에서 열리는 모든 경기는 무관중 경기로 치러진다고 발표하였다.

### 연계 행사
올림픽의 문화 올림피아드 행사의 일환으로 2017년 3월 4일-5일 양일간 도쿄 NHK홀에서 This is 프리미엄 극장-하츠네 미쿠x고도 스패셜 라이브 ~세계를 경악시킨 두 목소리가 울러퍼지다~(This is NIPPON プレミアムシアター 初音ミク×鼓童 スペシャルライブ ～世界を驚愕させた二つの音が響きあう～)가 개최되었다.
2020년 도쿄 올림픽과 패럴림픽 개최 기간과 동시에 "도쿄2020 닛폰 패스티벌"(東京2020 NIPPONフェスティバル)라는 이름의 문화 행사를 열기로 계획하였으나 2021년 4월 9일부터 도쿄 올림픽 조직위원회와 기타 파트너 기업이 개최하는 일련의 스트리밍 행사로 변경하였다. 이번 행사에서는 "참여와 상호소통", "포용사회 실현", "도호쿠 지방 부흥"과 같은 주제로 진행되었다. 패스티벌 프로그램은 코로나19 유행과 올림픽 연기로 축소되고 재편성되었다. 7월 18일에는 록 밴드 WANIMA와 댄서 야마다 에이오, 다카무라 두키의 안무로 콘서트를 열었으며 "전 세계인의 생각과 감정을 담은" 삽화를 바탕으로 한 애니메이션인 "크리처"도 상영하였다.
원래 닛폰 패스티벌에서는 가부키x연극(가부키 배우 11대 이치카와 에비조, 오페라 가수 안나 피로치와 어윈 슈로트, 도쿄 필하모니 교향악단이 참여), 장애인에 초점을 맞춘 예술 축제를 열기로 계획했으며 올림픽 폐회식 직후 이틀간 료고쿠 국기관에서 스모 특별대회를 열어 일본의 전통적인 격월 혼바쇼와는 크게 달리 관중들에게 일본의 오래된 종교인 신토 풍습에 뿌리박힌 프로 스모를 설명을 영어와 일본어로 해설해주는 행사도 같이 열릴 예정이었다.

## 경기장과 시설

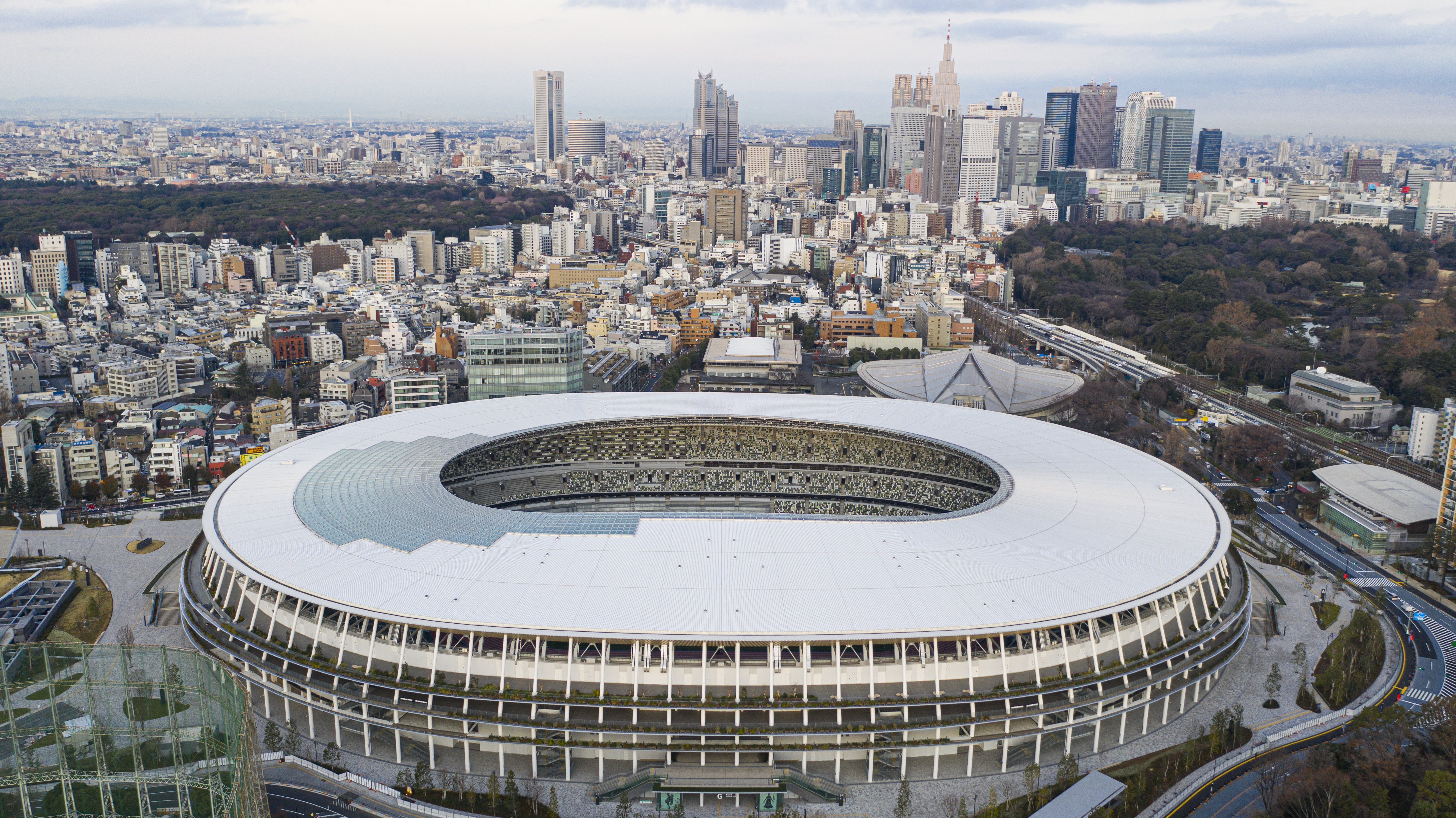
2019년 완공되어 2020년 도쿄 올림픽에서 주경기장으로 쓰인 신 도쿄 국립경기장.

도쿄 올림픽 경기장은 지난 1964년 도쿄 하계 올림픽의 유산을 계승하는 헤리티지 존과 도시의 미래를 상징하는 도쿄 베이 존으로 배치된다. 축구 예선전은 요코하마, 사이타마, 미야기, 이바라키, 삿포로에서 나누어 치러지며, 야구 경기는 요코하마, 후쿠시마에서 치러진다.
2012년 2월에는 1964년 하계 올림픽 당시 주경기장이었던 구 국립 가스미가오카 육상 경기장을 2019년 럭비 월드컵과 2020년 하계 올림픽을 위해 1천억 엔을 들여 보수공사를 한다고 발표하였다. 2012년 11월에는 일본체육회가 신규 경기장 디자인 공모전을 받기 시작했다. 46명의 결선 진출자 중 자하 하디드 아키텍트 사가 세운 디자인이 최종 승리하였고 이 디자인의 건물로 8만석 규모의 신 도쿄 국립경기장을 세우기로 결정하였다. 하지만 자하 하디드의 디자인에 자전거 헬멧 같다라던가 메이지 신궁을 둘러싸고 충돌하는 모습을 그린 디자인 같다는 비판이 나오거나 설계를 수정하거나 "간소화"하는 데 드는 막대한 비용에 대한 반발도 있었다.
2015년 6월 일본 정부는 추가 예산 절감 방안으로 새 경기장의 고정 수용인원을 육상 경기 기준 65,000석, 축구 임시 경기 좌석 추가 15,000석 가능으로 축소할 계획이라고 발표했다. 지붕을 열고닫을 수 있게 만들었던 초기 계획안도 폐기되었다. 경기장 건설 비용이 2,520억엔(한화 약 2조 7천억원)에 달하자 대중의 반발이 극심해졌고 결국 일본 정부는 자하 하디드의 디자인을 전면 폐기하고 일본인 건축가 구마 겐고의 디자인을 따르기로 결정하였다. 전통 사찰의 영향을 받은 겐고의 디자인의 설계 예산은 1,490억엔(한화 약 1조 5천억원)이다. 계획 변경으로 당초 계획했던 2019년 럭비 월드컵 전까지 완공하는 데에는 실패하였다. 2019년 12월 21일 개관한 신 국립 경기장은 도쿄 올림픽 기간 올림픽 주경기장으로 쓰인다.
2018년 10월 일본 회계검사원은 개최에 드는 총 비용이 미화 250억 달러(한화 약 28조)가 넘을 수 있다는 보고서를 발표하였다.
도쿄도의 33개 경기장 중 28개 경기장이 올림픽 선수촌에서 8 km 내에 있으며, 11개 경기장을 신축하였다. 2019년 10월 16일 IOC는 더위 문제 때문에 마라톤과 경보 경기를 홋카이도 삿포로시로 옮겨 진행할 계획이라고 발표했다. 11월 1일 도쿄도지사 고이케 유리코가 이 계획안을 받아들이면서 일부 경기가 삿포로시로 이전되었다.

### 선수촌
도쿄도 주오구 하루미에 선수 및 올림픽 관계자 최대 18,000명을 수용할 수 있는 선수촌을 건설하였다. 도유지 18 ha 넓이를 차지하며 14~18층 크기의 건물 21동으로 이루어져 있다. 숙박 시설 외에도 대규모 식당, 헬스장, 종교 시설 가건물도 같이 지어졌다. 하루미 5초메 서부지구 재개발사업으로 같이 이루어졌다. 대회 후에는 숙박시설동을 리모델링하여 새롭게 50층 높이 초고층 건물 2개동을 건설해 약 5,600가구를 분양받을 예정이라고 밝혔다.

### 국제 방송 센터와 메인 프레스 센터
국제 방송 센터(IBC)와 메인 프레스 센터(MPC)는 도쿄 빅 사이트에 설치되었다.

## 개막식

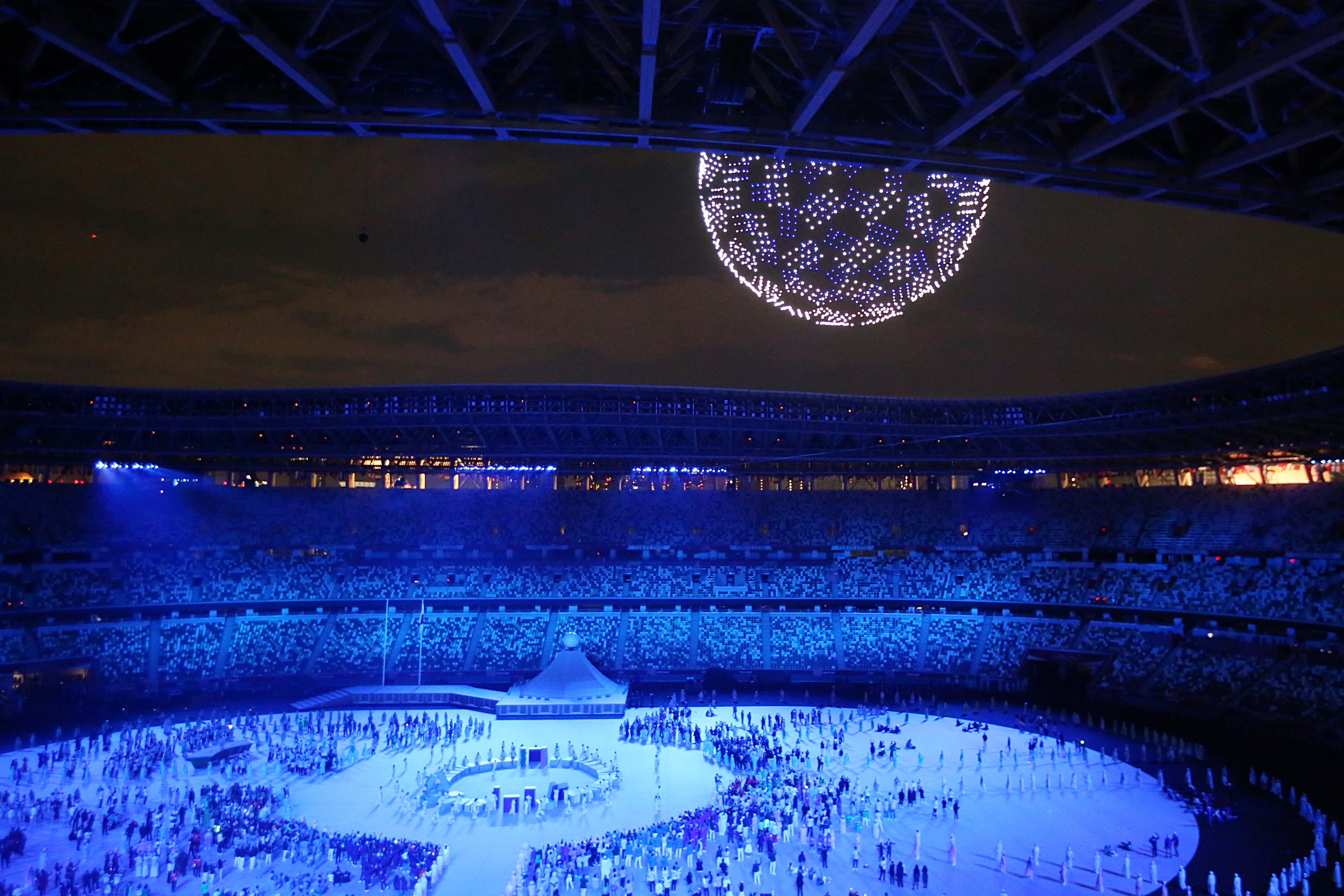
2020년 하계 올림픽 개막식의 모습.

2021년 7월 23일 오후 8시, 일본 도쿄의 올림픽 스타디움에서 하계 올림픽 개막식이 열렸다. 개막식에는 나라별 선수단 입장과 일본의 덴노 나루히토의 개막식 연설, 마지막으로 일본의 테니스 선수인 오사카 나오미의 성화 봉송 등으로 구성되었다. 다만 이번 대회의 개막식은 코로나19 전파 우려로 무관중으로 결정이 났고, 소수의 귀빈이 참석한 가운데 공연 대부분이 사전녹화로 진행되었으며 실시간 공연도 사회적 거리두기를 고려하여 평년보다 축소된 규모로 진행되었다.
개막식의 테마는 대회 표어인 United by Emotion (→감동으로 통일되다)였다. 하지만 이후 코로나19 범유행이라는 고난 속에서 "스포츠의 역할과 올림픽 대회의 가치를 재확인한다"는 뜻에서 올림픽, 패럴림픽 개폐막식 공통 주제가 Moving Forward (→앞으로 나아가기)로 정해졌다.

## 참가국
참가국
- 참가국
- 참가 선수

세계 반도핑 기구(WADA)는 2019년 12월 9일에 공개된 공식 성명을 통해 러시아 반도핑 기구(RUSADA)가 조작된 실험실 데이터를 조사관에게 넘겨준 사실을 확인하고 러시아에 대해 4년 동안 주요 스포츠 행사 참가를 금지하는 결정을 채택했다. 세계 반도핑 기구는 러시아 출신 선수들이 2020년 하계 올림픽 출전을 희망할 경우에는 2018년 동계 올림픽에 참가한 러시아 출신 선수단(Olympic Athlete from Russia, OAR)과 마찬가지로 중립 선수 명의로만 참가할 수 있다는 입장을 국제 올림픽 위원회(IOC)에 전달했다.
러시아는 세계 반도핑 기구의 결정에 불복해 스포츠 중재 재판소(CAS)에 항소를 제기했다. 스포츠 중재 재판소는 2020년 12월 17일에 세계 반도핑 기구가 러시아에 부과한 징계를 줄이라는 판결을 내렸다. 이에 따라 러시아는 올림픽을 비롯한 각종 국제 대회에 참가하는 것이 허용되었다. 대신 2년 동안에 걸쳐 "중립 선수" 또는 "중립 팀"으로 참가해야 하며 러시아라는 국명, 국기, 국가를 사용할 수 없다. 이러한 결정은 선수단 유니폼에 '러시아'라는 국명을 표시하고 러시아의 국기 색상이 들어간 유니폼 디자인을 사용할 수 있도록 허용하지만 이름은 '중립 선수/팀'과 똑같이 우위를 점해야 한다. 또한 러시아 출신 선수단은 중립 선수단을 의미하는 기를 사용해야 한다.
국제 올림픽 위원회(IOC)는 2021년 2월 19일에 공개된 공식 성명에서 러시아가 러시아 올림픽 위원회를 뜻하는 약자인 "ROC"로 참가한다고 밝혔지만 위원회의 이름 자체는 대표단을 가리키는 데에 사용될 수 없었다. 이에 따라 러시아는 러시아 올림픽 위원회의 기를 사용했다. 또한 "중립 선수"라는 용어가 추가될 경우에는 "러시아"라는 단어가 새겨진 팀 유니폼을 사용할 수 있다. 2021년 4월 22일에는 러시아 올림픽 위원회가 시상식에서 표트르 차이콥스키의 《피아노 협주곡 1번》을 러시아의 국가를 대신해서 사용하겠다는 계획을 국제 올림픽 위원회(IOC)로부터 승인받았다. 러시아 올림픽 위원회는 원래 러시아의 민요인 《카튜샤》를 사용하기를 원했으나 스포츠 중재 재판소(CAS)가 러시아와 관련된 노래는 사용할 수 없다고 유권 해석을 내림에 따라 계획을 변경했다.
조선민주주의인민공화국 체육성은 2021년 4월 6일에 조선체육 홈페이지에 공개된 공식 성명을 통해 "조선민주주의인민공화국 올림픽 위원회는 2021년 3월 25일에 평양에서 화상 회의 형식으로 진행된 총회에서 악성 바이러스 감염증에 의한 세계적인 보건 위기 상황(코로나19 범유행)으로부터 선수들을 보호하기 위하여 2020년 도쿄 하계 올림픽에 불참하기로 결정했다."고 밝혔다. 이로써 조선민주주의인민공화국은 대한민국 서울에서 개최된 1988년 하계 올림픽 이후 처음으로 하계 올림픽에 불참하게 되었다. 국제 올림픽 위원회(IOC)는 2021년 9월 8일에 공개된 공식 성명을 통해 코로나19 범유행 상황을 이유로 2020년 도쿄 하계 올림픽에 일방적으로 불참하여 올림픽 헌장을 위반한 조선민주주의인민공화국 올림픽 위원회에 대한 징계 차원에서 2022년 말까지 활동 자격을 정지하고 재정적인 지원을 금지하는 결정을 내렸다. 이에 따라 조선민주주의인민공화국은 2022년 베이징 동계 올림픽에 참가하는 것이 금지되었다.
2021년 6월 30일에는 사모아가 일본 내 코로나19 확산세를 우려해 국무회의를 열고 2020년 도쿄 하계 올림픽 불참을 결정했다. 다만 선수단 전체의 불참이 아닌 사모아 본국에 머물고 있는 역도 선수 3명이 불참하는 것으로 오스트레일리아·뉴질랜드·미국·일본에 거주하는 선수 8명은 참가한다.
2021년 7월 21일에는 기니 국가 올림픽 체육 위원회가 기니 체육부로부터 받은 공식 서한을 통해 "기니 정부가 코로나19 범유행의 여파를 고려하여 2020년 도쿄 하계 올림픽 불참을 결정했다."고 밝혔다. 기니는 원래 선수 5명이 참가할 예정이었으나 실제로는 재정 문제로 인하여 기니 정부의 선수단 지원이 어려워지면서 불참을 결정했다. 하지만 기니는 2021년 7월 22일에 입장을 바꿔 참가하기로 결정했다.
| 참가국 목록 |
| --- |
| - 아프가니스탄 (5) - 알바니아 (9) - 알제리 (44) - 아메리칸사모아 (6) - 안도라 (2) - 앙골라 (20) - 앤티가 바부다 (6) - 아르헨티나 (174) - 아르메니아 (17) - 아루바 (3) - 오스트레일리아 (478) - 오스트리아 (60) - 아제르바이잔 (44) - 바하마 (16) - 바레인 (32) - 방글라데시 (6) - 바베이도스 (8) - 벨라루스 (101) - 벨기에 (121) - 벨리즈 (3) - 베냉 (7) - 버뮤다 (2) - 부탄 (4) - 볼리비아 (5) - 보스니아 헤르체고비나 (7) - 보츠와나 (13) - 브라질 (302) - 영국령 버진아일랜드 (3) - 브루나이 (2) - 불가리아 (42) - 부르키나파소 (7) - 부룬디 (6) - 캄보디아 (3) - 카메룬 (12) - 캐나다 (370) - 카보베르데 (6) - 케이맨 제도 (5) - 중앙아프리카 공화국 (2) - 차드 (3) - 칠레 (57) - 중화인민공화국 (406) - 콜롬비아 (71) - 코모로 (3) - 쿡 제도 (6) - 코스타리카 (12) - 크로아티아 (59) - 쿠바 (68) - 키프로스 (13) - 체코 (115) - 콩고 민주 공화국 (7) - 덴마크 (105) - 지부티 (4) - 도미니카 연방 (2) - 도미니카 공화국 (60) - 동티모르 (3) - 에콰도르 (41) - 이집트 (133) - 엘살바도르 (5) - 적도 기니 (3) - 에리트레아 (13) - 에스토니아 (33) - 에스와티니 (4) - 에티오피아 (36) - 미크로네시아 연방 (3) - 피지 (29) - 핀란드 (30) - 프랑스 (398) - 가봉 (5) - 감비아 (4) - 조지아 (30) - 독일 (425) - 가나 (14) - 영국 (376) - 그리스 (83) - 그레나다 (6) - 괌 (5) - 과테말라 (23) - 기니 (5) - 기니비사우 (4) - 가이아나 (7) - 아이티 (6) - 온두라스 (21) - 홍콩 (42) - 헝가리 (166) - 아이슬란드 (4) - 인도 (120) - 인도네시아 (28) - 이란 (66) - 이라크 (4) - 아일랜드 (116) - 이스라엘 (90) - 이탈리아 (372) - 코트디부아르 (28) - 자메이카 (50) - 일본 (552) (개최국) - 요르단 (14) - 카자흐스탄 (93) - 케냐 (85) - 키리바시 (3) - 코소보 (11) - 쿠웨이트 (11) - 키르기스스탄 (16) - 라오스 (4) - 라트비아 (33) - 레바논 (8) - 레소토 (2) - 라이베리아 (3) - 리비아 (4) - 리히텐슈타인 (5) - 리투아니아 (41) - 룩셈부르크 (12) - 마다가스카르 (6) - 말라위 (5) - 말레이시아 (30) - 몰디브 (4) - 말리 (4) - 몰타 (6) - 마셜 제도 (2) - 모리타니 (2) - 모리셔스 (8) - 멕시코 (164) - 몰도바 (19) - 모나코 (6) - 몽골 (43) - 몬테네그로 (34) - 모로코 (50) - 모잠비크 (10) - 미얀마 (3) - 나미비아 (11) - 나우루 (2) - 네팔 (5) - 네덜란드 (274) - 네덜란드령 안틸레스 (190) - 뉴질랜드 (223) - 니카라과 (8) - 니제르 (7) - 나이지리아 (52) - 북마케도니아 (8) - 노르웨이 (75) - 오만 (4) - 파키스탄 (10) - 팔라우 (3) - 팔레스타인 (5) - 파나마 (10) - 파푸아뉴기니 (8) - 파라과이 (8) - 페루 (34) - 필리핀 (19) - 폴란드 (210) - 포르투갈 (92) - 푸에르토리코 (37) - 카타르 (16) - 난민 (29) - 콩고 공화국 (3) - 러시아 올림픽 위원회 (328) - 루마니아 (101) - 르완다 (6) - 세인트키츠 네비스 (3) - 세인트루시아 (5) - 세인트빈센트 그레나딘 (3) - 사모아 (8) - 산마리노 (5) - 상투메 프린시페 (3) - 사우디아라비아 (29) - 세네갈 (9) - 세르비아 (86) - 세이셸 (5) - 시에라리온 (4) - 싱가포르 (22) - 슬로바키아 (41) - 슬로베니아 (53) - 솔로몬 제도 (2) - 소말리아 (2) - 남아프리카 공화국 (177) - 대한민국 (236) - 남수단 (2) - 스페인 (320) - 스리랑카 (9) - 수단 (5) - 수리남 (3) - 스웨덴 (134) - 스위스 (106) - 시리아 (6) - 중화 타이베이 (59) - 타지키스탄 (11) - 탄자니아 (3) - 태국 (42) - 토고 (4) - 통가 (6) - 트리니다드 토바고 (22) - 튀니지 (63) - 튀르키예 (108) - 투르크메니스탄 (9) - 투발루 (2) - 우간다 (21) - 우크라이나 (155) - 아랍에미리트 (5) - 미국 (613) - 우루과이 (11) - 우즈베키스탄 (63) - 바누아투 (3) - 베네수엘라 (44) - 베트남 (18) - 미국령 버진아일랜드 (4) - 예멘 (5) - 잠비아 (24) - 짐바브웨 (5) |

## 경기 종목
2013년 2월 12일 국제 올림픽 위원회(IOC)는 첫 근대 올림픽인 1896년 아테네 하계 올림픽 때부터 정식 종목이었던 레슬링을 25개 핵심 종목에서 제외하기로 결정하였다. 국제 올림픽 위원회(IOC)는 제125차 IOC 총회에서 가라테, 레슬링, 롤러 스케이팅, 스쿼시, 스포츠클라이밍, 야구/소프트볼, 우슈 중에서 투표를 통해 2020년 하계 올림픽에 재진입할 종목을 결정하였다. 결국 2013년 9월 8일 아르헨티나 부에노스아이레스에서 열린 IOC 총회에서 레슬링이 49표를 득표하여 2020년 하계 올림픽 종목에 재진입하였다.
2016년 8월 3일 국제 올림픽 위원회(IOC)는 브라질 리우데자네이루에서 열린 제129차 IOC 총회에서 야구, 소프트볼, 가라테, 서핑, 스포츠클라이밍, 스케이트보드, 3x3 농구(길거리 농구)를 2020년 하계 올림픽 종목으로 추가하기로 결정했으며 2017년 6월 9일에 열린 집행위원회에서 해당 결정을 승인했다.
| - 골프 (2) - 가라테 (8) - 근대5종 (2) - 농구 (4) - 농구 (2) - 3x3 농구 (2) - 럭비 (2) - 레슬링 - 그레코로만형 (6) - 자유형 (12) - 배구 (2) - 배드민턴 (5) - 복싱 (13) - 비치발리볼 (2) - 사격 (15) | - 사이클 - 도로 (4) - 산악 (2) - 트랙 (12) - BMX 자유형 (2) - BMX 레이싱 (2) - 서핑 (2) - 수상 종목 - 다이빙 (8) - 수구 (2) - 수영 (37) - 아티스틱스위밍 (2) - 스케이트보드 (4) - 스포츠클라이밍 (2) | - 승마 - 마장 (2) - 장애물 (2) - 종합 (2) - 야구 (1) - 소프트볼 (1) - 양궁 (5) - 역도 (14) - 요트 (10) - 유도 (15) - 육상 (48) - 조정 (14) | - 체조 - 기계체조 (14) - 리듬체조 (2) - 트램벌린 (2) - 축구 (2) - 카누 - 슬라럼 (4) - 스프린트 (12) - 탁구 (5) - 태권도 (8) - 테니스 (5) - 트라이애슬론 (3) - 펜싱 (12) - 하키 (2) - 핸드볼 (2) |

### 신설 종목
2013년 2월 12일, IOC 집행위원회는 경기 비용을 낭비하지 않고 "모든 세대의 스포츠팬을 끌어모으기 위해" 2012년 하계 올림픽에서 후보로 오른 26개 종목 중 1개 종목의 폐지를 권고하였고, 폐지된 종목을 대체할 추가 종목 선정은 제125차 국제 올림픽 위원회 총회에서 투표로 선정하기로 결정했다. 폐지 대상 종목 후보에는 카누, 필드 하키, 근대5종, 태권도, 레슬링 총 5개 종목이 올랐다. 집행위원회의 최종 투표에서 8명의 위원이 레슬링을 올림픽 종목에서 제외하기로 결정했다. 하키와 태권도는 폐지 찬성에 각각 3표를 얻어 공동 2위에 올랐다.
레슬링이 폐지되었다는 결정은 많은 언론들을 놀라게 했다. 레슬링은 고대 올림픽 시절까지 거슬러 올라가는 원조 올림픽 종목이며 현대 올림픽은 고대 올림픽의 정신을 그대로 계승하였기 때문이다. 뉴욕 타임스(NYT)는 이번 결정이 유명 레슬링 운동선수의 부족과 스포츠의 여성종목 부재가 겹쳐 발생한 일이라고 분석하였다. IOC 투표에서 최종 후보에 제외된 레슬링은 이후 다른 7개 후보 종목과 함께 2020년 하계 올림픽 신규 종목 후보에 선정되었다.
2013년 5월 29일 IOC는 8개 후보 종목 중 최종 신규 종목 후보에 야구/소프트볼, 스쿼시, 레슬링 3개 종목이 올랐다고 발표되었다. 최종 후보에 들지 못한 5개 후보에는 가라테, 롤러 스포츠, 스포츠클라이밍, 웨이크보드, 우슈가 있다. 2013년 9월 8일 열린 제125차 IOC 총회에서 레슬링이 2020년과 2024년 하계 올림픽 종목에 선정되었다. 레슬링은 49표를 받았으며 야구/소프트볼은 24표, 스쿼시는 22표를 얻었다.
2014년 12월 채택된 "올림픽 아젠다 2020"에서 IOC는 올림픽 종목을 "스포츠 기반" 접근법에서 "경기 기반" 접근법으로 전환하면서 주최국의 올림픽 조직위원회가 지역 내 올림픽 관심도를 끌어모으기 위해 좀 더 유연하게 신규 종목을 추가할 수 있도록 승인하였다. 접근 방식의 변화로 2015년 6월 22일에는 야구/소프트볼, 볼링, 가라테, 롤러 스포츠, 스포츠클라이밍, 스쿼시, 서핑, 우슈 8개 종목이 신규 종목 후보에 올랐다. 2015년 9월 28일 도쿄 올림픽 조직위원회는 야구/소프트볼, 가라테, 스포츠클라이밍, 서핑, 스케이트보드 총 5개 종목을 신규 종목으로 편입해달라고 IOC에 요청서를 보냈다. 이 5개 종목은 2016년 8월 3일 브라질 리우데자네이루에서 열린 제129차 IOC 총회에서 승인을 받아 2020년 올림픽 한 해 동안만 올림픽 종목에 포함되기로 결정되었다. 이로서 2020년 하계 올림픽 총 경기 종목은 33개가 되었다.

## 대회 일정
2020년 하계 올림픽의 구체적인 일정은 수영, 다이빙, 아티스틱스위밍을 제외하고 2018년 7월 18일 IOC 위원회가 결정하였다. 각 종목당 일정은 2019년 4월 16일 공개되었으며, 복싱의 종목별 세부 일정은 누락되었다. 복싱의 구체적인 일정은 2019년 말 들어서야 공개되었다.
원래 일정은 2020년 7월 22일부터 8월 9일까지 열릴 예정이었으나, 올림픽을 1년 연기하면서 모든 종목이 364일(요일을 고정시키기 위해 하루를 뺌) 연기되어 실제 2020년 하계 올림픽은 2021년 7월 21일부터 8월 8일까지 열리게 되었다.
|  | 개회식 |  | 예선 경기 |  | 결선 경기 | 4 | 금메달 수 |  | 갈라쇼 |  | 폐회식 |

| 2020년 하계 올림픽 일정 | 2020년 하계 올림픽 일정 | 2020년 하계 올림픽 일정 | 2020년 하계 올림픽 일정 | 2020년 하계 올림픽 일정 | 2020년 하계 올림픽 일정 | 2020년 하계 올림픽 일정 | 2020년 하계 올림픽 일정 | 2020년 하계 올림픽 일정 | 2020년 하계 올림픽 일정 | 2020년 하계 올림픽 일정 | 2020년 하계 올림픽 일정 | 2020년 하계 올림픽 일정 | 2020년 하계 올림픽 일정 | 2020년 하계 올림픽 일정 | 2020년 하계 올림픽 일정 | 2020년 하계 올림픽 일정 | 2020년 하계 올림픽 일정 | 2020년 하계 올림픽 일정 | 2020년 하계 올림픽 일정 | 2020년 하계 올림픽 일정 | 2020년 하계 올림픽 일정 |
| 7월 / 8월               | 7월 / 8월               | 7월 / 8월               | 21                      | 22                      | 23                      | 24                      | 25                      | 26                      | 27                      | 28                      | 29                      | 30                      | 31                      | 1                       | 2                       | 3                       | 4                       | 5                       | 6                       | 7                       | 8                       |
| ----------------------- | ----------------------- | ----------------------- | ----------------------- | ----------------------- | ----------------------- | ----------------------- | ----------------------- | ----------------------- | ----------------------- | ----------------------- | ----------------------- | ----------------------- | ----------------------- | ----------------------- | ----------------------- | ----------------------- | ----------------------- | ----------------------- | ----------------------- | ----------------------- | ----------------------- |
| 개/폐회식               |                         |                         |                         |                         |                         |                         |                         |                         |                         |                         |                         |                         |                         |                         |                         |                         |                         |                         |                         |                         |                         |
| 가라테                  | 가라테                  |                         |                         |                         |                         |                         |                         |                         |                         |                         |                         |                         |                         |                         |                         |                         |                         | 3                       | 3                       | 2                       |                         |
| 골프                    | 골프                    |                         |                         |                         |                         |                         |                         |                         |                         |                         |                         |                         |                         | 1                       |                         |                         |                         |                         |                         | 1                       |                         |
| 근대5종                 | 근대5종                 |                         |                         |                         |                         |                         |                         |                         |                         |                         |                         |                         |                         |                         |                         |                         |                         | 1                       | 1                       |                         |                         |
| 농구                    | 농구                    |                         |                         |                         |                         |                         |                         |                         |                         |                         |                         |                         |                         |                         |                         |                         |                         |                         |                         | 1                       | 1                       |
| 농구                    | 3x3 농구                |                         |                         |                         |                         |                         |                         |                         |                         | 2                       |                         |                         |                         |                         |                         |                         |                         |                         |                         |                         |                         |
| 7인제 럭비              | 7인제 럭비              |                         |                         |                         |                         |                         |                         |                         |                         | 1                       |                         |                         | 1                       |                         |                         |                         |                         |                         |                         |                         |                         |
| 레슬링                  | 레슬링                  |                         |                         |                         |                         |                         |                         |                         |                         |                         |                         |                         |                         |                         | 3                       | 3                       | 3                       | 3                       | 3                       | 3                       |                         |
| 배구                    | 비치발리볼              |                         |                         |                         |                         |                         |                         |                         |                         |                         |                         |                         |                         |                         |                         |                         |                         |                         | 1                       | 1                       |                         |
| 배구                    | 배구                    |                         |                         |                         |                         |                         |                         |                         |                         |                         |                         |                         |                         |                         |                         |                         |                         |                         |                         | 1                       | 1                       |
| 배드민턴                | 배드민턴                |                         |                         |                         |                         |                         |                         |                         |                         |                         |                         | 1                       | 1                       | 1                       | 2                       |                         |                         |                         |                         |                         |                         |
| 복싱                    | 복싱                    |                         |                         |                         |                         |                         |                         |                         |                         |                         |                         |                         |                         |                         |                         | 2                       | 1                       | 1                       | 1                       | 4                       | 4                       |
| 사격                    | 사격                    |                         |                         |                         |                         | 2                       | 2                       | 2                       | 2                       |                         | 2                       | 1                       | 2                       |                         | 2                       |                         |                         |                         |                         |                         |                         |
| 사이클                  | BMX                     |                         |                         |                         |                         |                         |                         |                         |                         |                         |                         | 2                       |                         | 2                       |                         |                         |                         |                         |                         |                         |                         |
| 사이클                  | 트랙                    |                         |                         |                         |                         |                         |                         |                         |                         |                         |                         |                         |                         |                         | 1                       | 2                       | 1                       | 2                       | 2                       | 1                       | 3                       |
| 사이클                  | 도로                    |                         |                         |                         |                         | 1                       | 1                       |                         |                         | 2                       |                         |                         |                         |                         |                         |                         |                         |                         |                         |                         |                         |
| 사이클                  | 산악                    |                         |                         |                         |                         |                         |                         | 1                       | 1                       |                         |                         |                         |                         |                         |                         |                         |                         |                         |                         |                         |                         |
| 서핑                    | 서핑                    |                         |                         |                         |                         |                         |                         |                         | 2                       |                         |                         |                         |                         |                         |                         |                         |                         |                         |                         |                         |                         |
| 수상 종목               | 수영                    |                         |                         |                         |                         |                         | 4                       | 4                       | 4                       | 5                       | 5                       | 4                       | 4                       | 5                       |                         |                         |                         |                         |                         |                         |                         |
| 수상 종목               | 아티스틱스위밍          |                         |                         |                         |                         |                         |                         |                         |                         |                         |                         |                         |                         |                         |                         |                         | 1                       |                         |                         | 1                       |                         |
| 수상 종목               | 다이빙                  |                         |                         |                         |                         |                         | 1                       | 1                       | 1                       | 1                       |                         |                         |                         | 1                       |                         | 1                       |                         | 1                       |                         | 1                       |                         |
| 수상 종목               | 수구                    |                         |                         |                         |                         |                         |                         |                         |                         |                         |                         |                         |                         |                         |                         |                         |                         |                         |                         | 1                       | 1                       |
| 스케이트보드            | 스케이트보드            |                         |                         |                         |                         |                         | 1                       | 1                       |                         |                         |                         |                         |                         |                         |                         |                         | 1                       | 1                       |                         |                         |                         |
| 스포츠클라이밍          | 스포츠클라이밍          |                         |                         |                         |                         |                         |                         |                         |                         |                         |                         |                         |                         |                         |                         |                         |                         | 1                       | 1                       |                         |                         |
| 승마                    | 승마                    |                         |                         |                         |                         |                         |                         |                         | 1                       | 1                       |                         |                         |                         |                         | 2                       |                         | 1                       |                         |                         | 1                       |                         |
| 야구/소프트볼           | 소프트볼                |                         |                         |                         |                         |                         |                         |                         | 1                       |                         |                         |                         |                         |                         |                         |                         |                         |                         |                         |                         |                         |
| 야구/소프트볼           | 야구                    |                         |                         |                         |                         |                         |                         |                         |                         |                         |                         |                         |                         |                         |                         |                         |                         |                         |                         | 1                       |                         |
| 양궁                    | 양궁                    |                         |                         |                         |                         | 1                       | 1                       | 1                       |                         |                         |                         | 1                       | 1                       |                         |                         |                         |                         |                         |                         |                         |                         |
| 역도                    | 역도                    |                         |                         |                         |                         | 1                       | 2                       | 1                       | 2                       | 1                       |                         |                         | 2                       | 1                       | 2                       | 1                       | 1                       |                         |                         |                         |                         |
| 요트                    | 요트                    |                         |                         |                         |                         |                         |                         |                         |                         |                         |                         |                         | 2                       | 2                       | 2                       | 2                       | 2                       |                         |                         |                         |                         |
| 유도                    | 유도                    |                         |                         |                         |                         | 2                       | 2                       | 2                       | 2                       | 2                       | 2                       | 2                       | 1                       |                         |                         |                         |                         |                         |                         |                         |                         |
| 육상                    | 육상                    |                         |                         |                         |                         |                         |                         |                         |                         |                         |                         | 4                       | 3                       | 4                       | 5                       | 6                       | 5                       | 8                       | 8                       | 7                       | 1                       |
| 조정                    | 조정                    |                         |                         |                         |                         |                         |                         |                         |                         | 6                       | 4                       | 4                       |                         |                         |                         |                         |                         |                         |                         |                         |                         |
| 체조                    | 기계체조                |                         |                         |                         |                         |                         |                         | 1                       | 1                       | 1                       | 1                       |                         |                         | 4                       | 3                       | 3                       |                         |                         |                         |                         |                         |
| 체조                    | 리듬체조                |                         |                         |                         |                         |                         |                         |                         |                         |                         |                         |                         |                         |                         |                         |                         |                         |                         |                         | 1                       | 1                       |
| 체조                    | 트램벌린                |                         |                         |                         |                         |                         |                         |                         |                         |                         |                         | 1                       | 1                       |                         |                         |                         |                         |                         |                         |                         |                         |
| 축구                    | 축구                    |                         |                         |                         |                         |                         |                         |                         |                         |                         |                         |                         |                         |                         |                         |                         |                         |                         | 1                       | 1                       |                         |
| 카누/카약               | 슬라럼                  |                         |                         |                         |                         |                         |                         | 1                       | 1                       |                         | 1                       | 1                       |                         |                         |                         |                         |                         |                         |                         |                         |                         |
| 카누/카약               | 스프린트                |                         |                         |                         |                         |                         |                         |                         |                         |                         |                         |                         |                         |                         |                         | 4                       |                         | 4                       |                         | 4                       |                         |
| 탁구                    | 탁구                    |                         |                         |                         |                         |                         |                         | 1                       |                         |                         | 1                       | 1                       |                         |                         |                         |                         |                         | 1                       | 1                       |                         |                         |
| 태권도                  | 태권도                  |                         |                         |                         |                         | 2                       | 2                       | 2                       | 2                       |                         |                         |                         |                         |                         |                         |                         |                         |                         |                         |                         |                         |
| 테니스                  | 테니스                  |                         |                         |                         |                         |                         |                         |                         |                         |                         |                         | 1                       | 1                       | 3                       |                         |                         |                         |                         |                         |                         |                         |
| 트라이애슬론            | 트라이애슬론            |                         |                         |                         |                         |                         |                         | 1                       | 1                       |                         |                         |                         | 1                       |                         |                         |                         |                         |                         |                         |                         |                         |
| 펜싱                    | 펜싱                    |                         |                         |                         |                         | 2                       | 2                       | 2                       | 1                       | 1                       | 1                       | 1                       | 1                       | 1                       |                         |                         |                         |                         |                         |                         |                         |
| 하키                    | 하키                    |                         |                         |                         |                         |                         |                         |                         |                         |                         |                         |                         |                         |                         |                         |                         |                         | 1                       | 1                       |                         |                         |
| 핸드볼                  | 핸드볼                  |                         |                         |                         |                         |                         |                         |                         |                         |                         |                         |                         |                         |                         |                         |                         |                         |                         |                         | 1                       | 1                       |
| 7월 / 8월               | 7월 / 8월               | 7월 / 8월               | 21                      | 22                      | 23                      | 24                      | 25                      | 26                      | 27                      | 28                      | 29                      | 30                      | 31                      | 1                       | 2                       | 3                       | 4                       | 5                       | 6                       | 7                       | 8                       |

## 메달 집계
최종 집계
| 순위 | 국가                       | 금메달 | 은메달 | 동메달 | 합계 |
| ---- | -------------------------- | ------ | ------ | ------ | ---- |
| 1    | 미국 (USA)                 | 39     | 41     | 33     | 113  |
| 2    | 중화인민공화국 (CHN)       | 38     | 32     | 19     | 89   |
| 3    | 일본 (JPN)                 | 27     | 14     | 17     | 58   |
| 4    | 영국 (GBR)                 | 22     | 20     | 22     | 64   |
| 5    | 러시아 올림픽 위원회 (ROC) | 20     | 28     | 23     | 71   |
| 6    | 오스트레일리아 (AUS)       | 17     | 7      | 22     | 46   |
| 7    | 네덜란드 (NED)             | 10     | 12     | 14     | 36   |
| 8    | 프랑스 (FRA)               | 10     | 12     | 11     | 33   |
| 9    | 독일 (GER)                 | 10     | 11     | 16     | 37   |
| 10   | 이탈리아 (ITA)             | 10     | 10     | 20     | 40   |
| 11   | 캐나다 (CAN)               | 7      | 7      | 10     | 24   |
| 12   | 브라질 (BRA)               | 7      | 6      | 8      | 21   |
| 13   | 뉴질랜드 (NZL)             | 7      | 6      | 7      | 20   |
| 14   | 쿠바 (CUB)                 | 7      | 3      | 5      | 15   |
| 15   | 헝가리 (HUN)               | 6      | 7      | 7      | 20   |
| 16   | 대한민국 (KOR)             | 6      | 4      | 10     | 20   |
| 17   | 폴란드 (POL)               | 4      | 5      | 5      | 14   |
| 18   | 체코 (CZE)                 | 4      | 4      | 3      | 11   |
| 19   | 케냐 (KEN)                 | 4      | 4      | 2      | 10   |
| 20   | 노르웨이 (NOR)             | 4      | 2      | 2      | 8    |
| 21   | 자메이카 (JAM)             | 4      | 1      | 4      | 9    |
| 22   | 스페인 (ESP)               | 3      | 8      | 6      | 17   |
| 23   | 스웨덴 (SWE)               | 3      | 6      | 0      | 9    |
| 24   | 스위스 (SUI)               | 3      | 4      | 6      | 13   |
| 25   | 덴마크 (DEN)               | 3      | 4      | 4      | 11   |
| 26   | 크로아티아 (CRO)           | 3      | 3      | 2      | 8    |
| 27   | 이란 (IRI)                 | 3      | 2      | 2      | 7    |
| 28   | 세르비아 (SRB)             | 3      | 1      | 5      | 9    |
| 29   | 벨기에 (BEL)               | 3      | 1      | 3      | 7    |
| 30   | 불가리아 (BUL)             | 3      | 1      | 2      | 6    |
| 31   | 슬로베니아 (SLO)           | 3      | 1      | 1      | 5    |
| 32   | 우즈베키스탄 (UZB)         | 3      | 0      | 2      | 5    |
| 33   | 조지아 (GEO)               | 2      | 5      | 1      | 8    |
| 34   | 중화 타이베이 (TPE)        | 2      | 4      | 6      | 12   |
| 35   | 튀르키예 (TUR)             | 2      | 2      | 9      | 13   |
| 36   | 그리스 (GRE)               | 2      | 1      | 1      | 4    |
| 37   | 우간다 (UGA)               | 2      | 1      | 1      | 4    |
| 38   | 에콰도르 (ECU)             | 2      | 1      | 0      | 3    |
| 39   | 아일랜드 (IRL)             | 2      | 0      | 2      | 4    |
| 40   | 이스라엘 (ISR)             | 2      | 0      | 2      | 4    |
| 41   | 카타르 (QAT)               | 2      | 0      | 1      | 3    |
| 42   | 바하마 (BAH)               | 2      | 0      | 0      | 2    |
| 42   | 코소보 (KOS)               | 2      | 0      | 0      | 2    |
| 44   | 우크라이나 (UKR)           | 1      | 6      | 12     | 19   |
| 45   | 벨라루스 (BLR)             | 1      | 3      | 3      | 7    |
| 46   | 루마니아 (ROU)             | 1      | 3      | 0      | 4    |
| 47   | 베네수엘라 (VEN)           | 1      | 3      | 0      | 4    |
| 48   | 인도 (IND)                 | 1      | 2      | 4      | 7    |
| 49   | 홍콩 (HKG)                 | 1      | 2      | 3      | 6    |
| 50   | 슬로바키아 (SVK)           | 1      | 2      | 1      | 4    |
| 51   | 필리핀 (PHI)               | 1      | 2      | 1      | 4    |
| 52   | 남아프리카 공화국 (RSA)    | 1      | 2      | 0      | 3    |
| 53   | 오스트리아 (AUT)           | 1      | 1      | 5      | 7    |
| 54   | 이집트 (EGY)               | 1      | 1      | 4      | 6    |
| 55   | 인도네시아 (INA)           | 1      | 1      | 3      | 5    |
| 56   | 에티오피아 (ETH)           | 1      | 1      | 2      | 4    |
| 57   | 포르투갈 (POR)             | 1      | 1      | 2      | 4    |
| 58   | 튀니지 (TUN)               | 1      | 1      | 0      | 2    |
| 59   | 라트비아 (LAT)             | 1      | 0      | 1      | 2    |
| 60   | 에스토니아 (EST)           | 1      | 0      | 1      | 2    |
| 61   | 태국 (THA)                 | 1      | 0      | 1      | 2    |
| 62   | 피지 (FIJ)                 | 1      | 0      | 1      | 2    |
| 63   | 모로코 (MAR)               | 1      | 0      | 0      | 1    |
| 63   | 버뮤다 (BER)               | 1      | 0      | 0      | 1    |
| 63   | 푸에르토리코 (PUR)         | 1      | 0      | 0      | 1    |
| 66   | 콜롬비아 (COL)             | 0      | 4      | 1      | 5    |
| 67   | 아제르바이잔 (AZE)         | 0      | 3      | 4      | 7    |
| 68   | 도미니카 공화국 (DOM)      | 0      | 3      | 2      | 5    |
| 69   | 아르메니아 (ARM)           | 0      | 2      | 2      | 4    |
| 70   | 키르기스스탄 (KGZ)         | 0      | 2      | 1      | 3    |
| 71   | 몽골 (MGL)                 | 0      | 1      | 3      | 4    |
| 72   | 산마리노 (SMR)             | 0      | 1      | 2      | 3    |
| 73   | 아르헨티나 (ARG)           | 0      | 1      | 2      | 3    |
| 74   | 나이지리아 (NGR)           | 0      | 1      | 1      | 2    |
| 75   | 말레이시아 (MAS)           | 0      | 1      | 1      | 2    |
| 76   | 요르단 (JOR)               | 0      | 1      | 1      | 2    |
| 77   | 북마케도니아 (MKD)         | 0      | 1      | 0      | 1    |
| 77   | 나미비아 (NAM)             | 0      | 1      | 0      | 1    |
| 77   | 리투아니아 (LTU)           | 0      | 1      | 0      | 1    |
| 77   | 바레인 (BRN)               | 0      | 1      | 0      | 1    |
| 77   | 사우디아라비아 (KSA)       | 0      | 1      | 0      | 1    |
| 77   | 투르크메니스탄 (TKM)       | 0      | 1      | 0      | 1    |
| 83   | 카자흐스탄 (KAZ)           | 0      | 0      | 8      | 8    |
| 84   | 멕시코 (MEX)               | 0      | 0      | 4      | 4    |
| 85   | 핀란드 (FIN)               | 0      | 0      | 2      | 2    |
| 86   | 가나 (GHA)                 | 0      | 0      | 1      | 1    |
| 86   | 그레나다 (GRN)             | 0      | 0      | 1      | 1    |
| 86   | 몰도바 (MDA)               | 0      | 0      | 1      | 1    |
| 86   | 보츠와나 (BOT)             | 0      | 0      | 1      | 1    |
| 86   | 부르키나파소 (BUR)         | 0      | 0      | 1      | 1    |
| 86   | 시리아 (SYR)               | 0      | 0      | 1      | 1    |
| 86   | 코트디부아르 (CIV)         | 0      | 0      | 1      | 1    |
| 86   | 쿠웨이트 (KUW)             | 0      | 0      | 1      | 1    |

## 마케팅

### 엠블럼
2020년 도쿄 하계 올림픽·패럴림픽 조직위원회는 2016년 4월 25일에 도코로 아사오가 제작한 2020년 하계 올림픽의 공식 엠블럼을 공개했다. 도코로 아사오가 제작한 올림픽 엠블럼 디자인은 일본의 전통적인 바둑판 무늬인 이치마쓰모요(市松模様)를 테마로 하여 서로 다른 모양을 가진 3종류의 남색 사각형으로 만든 바둑판 무늬를 띠고 있다. 서로 다른 모양을 가진 3종류의 사각형은 각기 다른 나라, 문화, 사상의 차이를 뜻하며 전체적으로는 다양성과 조화를 뜻한다.

### 슬로건
2020년 도쿄 하계 올림픽·패럴림픽 조직위원회는 유치 과정에서 "내일을 발견하자"(일본어: 未来をつかもう, 영어: Discover Tomorrow)라는 슬로건을 사용했다. 2020년 도쿄 하계 올림픽·패럴림픽 조직위원회는 2020년 2월 17일에 2020년 도쿄 하계 올림픽의 공식 슬로건을 "감동으로 우리들은 하나가 된다"(일본어: 感動で、私たちはひとつになる, 영어: United by Emotion)로 선정했다.

### 마스코트
2017년 8월 1일부터 8월 14일까지 2020년 하계 올림픽의 공식 마스코트 공모전이 진행되었으며 총 2,042개의 디자인이 2020년 도쿄 하계 올림픽·패럴림픽 조직위원회에 접수되었다. 2017년 12월 7일에 마스코트의 최종 후보군이 공개되었고 2017년 12월 11일부터 2018년 2월 22일까지 일본 전국의 소학교(초등학교)와 해외 일본인 학교를 대상으로 최종 선발 투표가 진행되었다. 투표 결과는 2018년 2월 28일에 공개되었으며 다니구치 료의 디자인이 최종 선정되었다.
2020년 하계 올림픽의 공식 마스코트인 미라이토와는 순간이동을 비롯한 초능력을 갖고 있는 가상의 캐릭터로서 2020년 하계 올림픽의 공식 엠블렘에서 따온 푸른 체크무늬가 특징이다. 2018년 7월 22일에는 2020년 도쿄 하계 올림픽·패럴림픽 조직위원회가 마스코트의 이름을 미라이토와로 명명했는데 미라이토와는 일본어로 '미라이'(未来, 미래)와 '토와'(永遠, 영원)을 합친 말이다. 2020년 하계 패럴림픽의 공식 마스코트의 이름인 소메이티 또한 이 날에 공개되었다.

### 후원사
| 2020년 하계 올림픽 후원사 |
| --- |
| 전 세계 올림픽 파트너 - 알리바바 그룹(알리페이) - 아토스 - 브리지스톤 - 코카-콜라 컴퍼니 - 다우 케미칼 - 제너럴 일렉트릭 - 인텔 - 오메가 - 파나소닉 - 프록터 앤드 갬블 - 삼성전자 - 토요타 자동차 - 비자카드 |
| 골드 파트너 - 아사히 맥주 - 아식스 - 캐논 - 후지쯔 - JXTG 홀딩스 - LIXIL 그룹 - 메이지 홀딩스 - 미쓰이 부동산 - 미즈호 파이낸셜 그룹 - 닛폰 생명보험 - 닛폰 전기 - 일본전신전화 - 노무라 홀딩스 - 미쓰이스미토모 파이낸셜 그룹 - 도쿄 해상 홀딩스 |
| 공식 파트너 - 에어위브 - 아지노모도 - 전일본공수 - 아사히 신문 - 종합 경비 보장 - 시스코 시스템즈 - 다이닛폰 인쇄 - 다이와 하우스 공업 - 어스 제약 - EF 에듀케이션 퍼스트 - 일본항공 - 도쿄 국제공항 - 일본우정 - JTB - 동일본여객철도 - 깃코만 - KNT-CT 홀딩스 - 마이니치 신문 - 미쓰비시 전기 - 나리타 국제공항 - 닛신식품 - 산케이 신문 - 세콤 - 니혼케이자이 신문 - 도부 톱 투어즈 - 도쿄 가스 - 도쿄 지하철 - 돗판 인쇄 - TOTO - 야마토 운수 - 요미우리 신문 |
| 공식 스폰서 - AOKI 홀딩스 - 아그레코 - ECC - 구글 재팬 - 홋카이도 신문 - 가도카와 디완고 - 고쿠요 - 마루다이 식품 - 모리사와 - 노무라 공예사 - 파크24 - 파소나 - 산케이 신문 - 시미즈 건설 - 다나카 귀금속 공업 - 야후! 재팬 |

## 방송
소니와 파나소닉은 NHK와 손잡고 2020년 하계 올림픽에 맞춰 8K 해상도 텔레비전 출시를 목표로 8K 해상도 TV 방송 표준을 개발하고 있다. 2019년 초 이탈리아의 방송사인 이탈리아 방송 협회(RAI)는 올림픽에 8K 방송을 진행하겠다고 밝혔다. 일본의 통신사인 NTT 도코모는 핀란드의 노키아와 합작하여 일본에서 5G 통신 밴드 대역 네트워크를 제공하기로 계약을 맺었다.
도쿄 올림픽에서는 러시아 소치에서 열린 2014년 동계 올림픽부터 시작된 43억 8천만 달러 계약에 따라 NBS 올림픽 방송이 미 전역에서 독점적으로 방송할 예정이라고 밝혔다. 미국 올림픽 패럴림픽 위원회는 2021년으로 올림픽 개최가 지연되면서 계약서 상의 "감액권"이 발동되었다고 주장하며 IOC 본부에서는 IOC의 가장 큰 수익원 중 하나인 NBC와 "적용 가능한 공정한 방송권료 감면액은 협상으로 정하자"고 주장하였다. NBC의 CEO인 재프 셸은 도쿄 올림픽이 NBC 역사상 가장 큰 수익을 안겨줄 대회가 될 것이라고 보고 있다.

### 세계 공통 방송
- 올림픽 - 올림픽 방송 서비스 (대표)

### 아시아
- 대한민국 - KBS 1TV, KBS 2TV, KBS NEWS D, MBC TV, MBC 뉴스 NOW, SBS TV, SBS 모바일 24
- 조선민주주의인민공화국 - 조선중앙TV (별도 녹화 방송)[208]
- 일본 - 재팬 컨소시엄
- 중국 - CCTV
- 대만 - TTV
- 태국 - GMM 25
- 홍콩 - TVB

### 중동
- 튀르키예 - TRT
- 이란 - IRIB

### 아프리카
- 이집트 - BelN Sports
- 남아프리카 공화국 - SABC

### 유럽
- 유럽 - 유로 스포츠
- 영국 - BBC
- 프랑스 - 프랑스 텔레비지옹
- 이탈리아 - 이탈리아 방송 협회
- 노르웨이 - TV 2
- 아이슬란드 - RUV
- 아일랜드 - RTE
- 독일 - AED, ZDF
- 스페인 - TVE
- 포르투갈 - RTP
- 그리스 - ERT
- 핀란드 - YLE
- 러시아 - 텔레스포츠, C1R, Match TV

### 북아메리카
- 미국 - NBC
- 캐나다 - CBC, 벨미디어, TLN
- 멕시코 - 텔레비사, TV 아즈테카

### 남아메리카
- 브라질 - 헤지 글로부
- 아르헨티나 - TVP
- 칠레 - TVN

### 오세아니아
- 오스트레일리아 - 세븐 네트워크
- 뉴질랜드 - TVNZ

## 논란
대한민국은 2020년 하계 올림픽에서 욱일기 사용을 금지해 달라 요구했는데, 대한민국 문화체육관광부는 욱일기가 "일본 제국주의"의 상징이며 하켄크로이츠(만자문)가 제2차 세계 대전의 악몽을 일깨우듯 "역사적인 상처와 고통"을 상기시킨다고 주장했다. 진주만 공격과 같이 태평양 전쟁 시기 공격전을 펼칠 때 일본 제국 군대가 사용했던 상징적인 깃발이 욱일기라 올림픽과 같은 국제 스포츠 행사에 욱일기를 꺼내는 것은 큰 논쟁이 되고 있다. AP 통신은 IOC가 한국의 이 요청에 성명을 내며 "스포츠 경기장 내에서는 어떠한 정치적 언설도 나와서는 안된다. 경기중 비슷한 일이 발생할 경우 사례별로 따져서 조치할 것이다"라고 말했다. 한편 한국 국가대표팀은 올림픽 선수촌 발코니에 "신에게는 아직 5천만 국민들의 응원과 지지가 남아 있사옵니다"라는, 임진왜란과 관련된 현수막을 내걸었다. IOC는 이 현수막이 올림픽 헌장 위반이라고 경고하자 현수막을 철거했다. 대한민국 올림픽 위원회에 따르면 IOC는 현수막을 철거하나 욱일기를 계양할 경우 똑같은 헌장 위반 선언과 함께 같이 철거할 것이라고 말했다.
러시아와 대한민국은 올림픽 공식 홈페이지의 성화 봉송 지도 안에 독도(대한민국 실효 지배 중)와 쿠릴 열도(러시아 실효 지배 중)가 일본 자국의 영토인 것처럼 그려져 있다고 항의를 보내기도 하였다.
2020년 하계 올림픽 경기 일부는 2011년 당시 도호쿠 지방 태평양 해역 지진과 후쿠시마 제1 원자력 발전소 사고 피해 지역에서 열린다. 올림픽 성화 봉송은 후쿠시마현에서 시작하며, 올림픽 야구와 소프트볼 경기 일부는 후쿠시마 현영 아즈마 구장에서 열리고 축구 경기 일부는 거대한 쓰나미 피해를 입었던 미야기현 리후정의 미야기 스타디움에서 열린다. 도호쿠 지역의 경기는 동일본 대진재 10주년을 기념해 지역 부흥사업으로 예정되었으며 도호쿠 지역의 경기와 올림픽을 통칭해 부흥 올림픽(일본어: 復興五輪)이라 부르기도 한다. 하지만 도호쿠 지역의 올림픽 경기 진행에 여러 비판이 있다. 세계 보건 기구(WHO)와 유엔은 후쿠시마현 지역은 안전하다고 보고 있지만, 도호쿠 지역의 방사능 안전에 대해서는 아직까지 여러 논쟁이 존재한다. 도호쿠 지역의 일부 주민들은 개최지로 지정된 것에 의문을 가지면서 대회 준비에 차질도 빚어지고 있고 올림픽 준비에 복구 작업에 필요한 일손이 줄었다고 비판하기도 한다.

## 사후
한편 국제 올림픽 위원회는 이번 대회에 유일하게 참가하지 않았던 조선민주주의인민공화국에 대해 불참에 대한 책임으로 2022년까지 조선민주주의인민공화국 올림픽위원회에 대한 회원 자격 정지의 징계 조치를 내렸다. 따라서 조선민주주의인민공화국은 2022년 동계 올림픽에 사실상 참가할 수 없게 되었다.

## 같이 보기
- 2020년 하계 패럴림픽
- 2024년 하계 올림픽
- 2024년 파리 올림픽